# Fantasia (film, 1940)
Pour les articles homonymes, voir Fantasia.
Vous lisez un « article de qualité » labellisé en 2009.  Il fait partie d'un « thème de qualité ».
Série Classiques d'animation Disney
Pinocchio
(1940) Dumbo
(1941)
Série Fantasia
Fantasia 2000
(1999)
Pour plus de détails, voir Fiche technique et Distribution.
Fantasia est le 3e long-métrage d'animation et le 3e « Classique d'animation » des studios Disney. Sorti à la fin de l'année 1940, il est composé comme une série de sept séquences illustrant huit morceaux de musique classique célèbres joués pour la plupart par l'orchestre de Philadelphie sous la direction de Leopold Stokowski.
Fantasia est un film expérimental mettant au premier plan la musique et l'animation : le film ne comporte aucun dialogue, si ce n'est les voix du conteur, incarné par le compositeur et critique musical Deems Taylor, et Mickey Mouse dont le personnage marque ici son grand retour après les Silly Symphonies de la décennie précédente. Le film est aussi un tour de force technique : la bande-son utilise un procédé novateur, le « Fantasound », qui permet pour la première fois de déployer un son stéréophonique pour un film commercial diffusé en salles de cinéma.
La production de Fantasia a été lancée peu après Blanche-Neige et les Sept Nains (1937), en parallèle de Pinocchio sorti au début de l'année 1940. Malgré de bonnes critiques, il n'aura pas à sa sortie le succès habituel des précédentes productions, faisant aussi les frais du déclenchement de la Seconde Guerre mondiale lors de son arrivée sur le marché européen. Néanmoins, il ressortira, plus ou moins retravaillé (pour effacer notamment une représentation reconnue comme raciste), à de nombreuses reprises au cours des décennies suivantes, où sa qualité sera de plus en plus reconnue.
Initialement conçu par Walt Disney comme devant être le premier volet d'une série, le second volet verra le jour près de soixante ans plus tard grâce à la volonté de Roy Edward Disney, neveu de Walt, qui produira, Fantasia 2000, sorti en 1999.

## Synopsis
Le film est composé de sept séquences illustrant huit morceaux de musique classique, réorchestrés et dirigés par le chef d'orchestre Leopold Stokowski à la tête de l'Orchestre de Philadelphie. La dernière séquence illustre deux morceaux, et un intermède sépare les séquences 4 et 5. Chaque séquence est précédée d'une courte introduction où l'orchestre est visible en ombre chinoise.
Le film, après l'apparition du titre, débute immédiatement comme dans une salle de spectacle : un rideau s'ouvre sur une scène dans la pénombre, les silhouettes de musiciens qui s'installent se découpent sur un écran bleu, avec des bruits d'instruments qui s'accordent. Le narrateur, comme pour une retransmission, accueille les spectateurs. Tandis qu'il explique au public qu'il existe trois genres de musiques, certains instruments sont éclairés, et leur sonorité mise en avant. Les trois genres sont la musique narrative, qui raconte une histoire, l’illustrative, qui évoque une ou des images, et la musique absolue, qui n'existe que pour elle-même.
1. Toccata et fugue en ré mineur
Illustrant la Toccata et fugue en ré mineur de Jean-Sébastien Bach, (arrangement pour orchestre symphonique par Stokowski de la version originale pour un orgue solo). L'animation consiste en des dessins animés abstraits mélangeant ciel et figures géométriques, inspirés du travail de l'artiste abstrait allemand Oskar Fischinger.
2. Casse-noisette
Illustrant différentes parties du ballet Casse-Noisette de Piotr Ilitch Tchaïkovski avec l'évocation des quatre saisons :
- Danse de la fée Dragée où des fées et des elfes déposent rosée, couleurs d'automne ou givre dans les sous-bois ;
- Danse chinoise : un petit champignon ne parvient pas à entrer dans la ronde ;
- Danse des mirlitons : des fleurs tombant dans l'eau ;
- Danse arabe : ballet de poissons ;
- Danse russe, avec des chardons cosaques et des orchidées paysannes russes ;
- Valse des fleurs, où elfes et feuilles d'automne dansent jusqu'à l'hiver, en compagnie de flocons de neige.

3. L'Apprenti sorcier
Utilisant le scénario du poème Der Zauberlehrling écrit en 1797 par Goethe, récit lui-même fortement inspiré d'une œuvre de Lucien de Samosate, et la musique de L'Apprenti sorcier (1897) de Paul Dukas, illustrant le poème. Mickey Mouse, après avoir emprunté le chapeau magique du sorcier Yensid, doit se battre contre des balais qu'il a lui-même ensorcelés pour qu'ils portent des seaux d'eau à sa place.
4. Le Sacre du printemps
Illustrant Le Sacre du printemps d'Igor Stravinsky. Après quelques scènes montrant la naissance de la Terre et de la vie, des combats de dinosaures précèdent leur disparition, avant la surrection de montagnes.
Le narrateur présente alors un court intermède qui sépare les séquences 4 et 5, baptisé À la découverte de la Piste sonore (Meet the Sound Track). Il a pour but d'expliquer le son de manière visuelle en « voyant » les vibrations :
Une ligne verticale, définie comme une onde stationnaire puis des harmoniques colorées, évoquent tour à tour le son de la harpe, du violon, de la flûte, de la trompette, du basson, des percussions et enfin du triangle.
5. La Symphonie pastorale
Illustrant la Symphonie pastorale de Ludwig van Beethoven. La séquence présente une succession de dieux et de créatures de la mythologie gréco-romaine : famille de pégases, Bacchus et son âne licorne, petits anges ailés, centaures mâles et femelles (très jeunesse américaine des années 1940), Iris, Jupiter, Vulcain et Diane.
6. La Danse des heures
Illustrant La Danse des heures, ballet tiré de l'opéra La Gioconda d'Amilcare Ponchielli, ballet ici dansé par des autruches, des hippopotames, des éléphants et des crocodiles qui rivalisent de grâce et de virtuosité mais qui finissent dans un joyeux fracas.
7. Une nuit sur le mont Chauve / Ave Maria
Composé de deux parties qui s'enchaînent :
- Une nuit sur le mont Chauve de Modeste Moussorgski (réorchestration de Leopold Stokowski) : près d'un village, le sommet d'une montagne se transforme en un démon nommé « Chernabog », et accueille les sorcières et autres revenants pour un sabbat, en réalité une cérémonie pour la Nuit de Walpurgis.
- L'Ave Maria de Franz Schubert efface les scènes de cauchemar précédentes et montre une lointaine procession aux flambeaux, pénétrant dans une forêt-cathédrale.

## Fiches techniques
Sauf mention contraire, les informations proviennent des sources concordantes suivantes : Leonard Maltin, Pierre Lambert, et John Grant.
- Titre original : Fantasia
- Réalisation : voir sections détaillées
- Scénario : Joe Grant et Dick Huemer (supervision)
- Direction artistique : voir sections détaillées
- Animation : voir sections détaillées
- Photographie des vues de l'Orchestre de Philadelphie : James Wong Howe (non crédité)[8]
- Son : William E. Garity, C. O. Slyfield et J.N.A. Hawkins ; Stephen Csillag (montage musique)
- Musique interprétée par l'orchestre de Philadelphie (sauf L'Apprenti sorcier) sous la direction de Leopold Stokowski
- Direction musicale : Edward H. Plumb
- Production : Ben Sharpsteen (supervision)
- Société de production : Walt Disney Pictures
- Sociétés de distribution : Walt Disney Productions et RKO Radio Pictures
- Pays de production :  États-Unis
- Langue originale : anglais
- Format : couleurs (Technicolor) - 1,37:1 - mono / Fantasound (stéréo)
- Budget : 2,28 millions de $
- Durée : 125 minutes
- Dates de sortie :
  - États-Unis : 13 novembre 1940
  - France : 1er novembre 1946

Restauration de 2000
- Supervision : Leon Briggs
- Son : Terry Porter
- Couleurs : Pete Comandini, Richard Dayton et Don Hagens pour YCM Labs
- Montage : John Carnochan

### Toccata et fugue en ré mineur
- Titre original : Toccata and Fugue in D Minor
- Musique : Jean-Sébastien Bach
- Réalisation : Samuel Armstrong
- Scénario : Lee Blair, Phil Dike et Elmer Plummer
- Direction artistique : Robert Cormack
- Animation : Cy Young, Art Palmer, Daniel MacManus, George Rowley, Edwin Aardal, Joshua Meador, Cornett Wood
- Décors : Joe Stanley, John Hench, Nino Carbe

### Casse-noisette
- Titre original : The Nutcracker Suite
- Musique : Piotr Ilitch Tchaïkovski
- Réalisation : Samuel Armstrong
- Scénario : Sylvia Holland, Norman Wright, Albert Heath, Bianca Majolie et Graham Heid
- Conception graphique :
  - Direction artistique : Robert Cormack, Al Zinnen, Curtiss D. Perkins, Arthur Byram et Bruce Bushman
  - Conception des personnages : John Walbridge, Elmer Plummer et Ethel Kulsar
- Animation : Art Babbitt, Les Clark, Don Lusk, Cy Young et Robert Stokes
- Décors : John Hench, Ethel Kulsar et Nino Carbe

### L'Apprenti sorcier
- Titre original : The Sorcerer's Apprentice
- Musique : Paul Dukas
- Réalisation : James Algar
- Scénario : Perce Pearce et Carl Fallberg
- Direction artistique : Tom Codrick, Charles Philippi et Zack Schwartz
- Supervision de l'animation : Fred Moore et Vladimir Tytla
- Animation : Les Clark, Riley Thompson, Marvin Woodward, Preston Blair, Edward Love, Ugo D'Orsi, George Rowley et Cornett Wood
- Décors : Claude Coats, Stan Spohn, Albert Dempster et Eric Hansen

### Le Sacre du printemps
- Titre original : Rite of Spring
- Musique : Igor Stravinsky
- Réalisation : Bill Roberts et Paul Satterfield
- Scénario : William Martin, Leo Thiele, Robert Sterner et John Fraser McLeish
- Direction artistique : McLaren Stewart, Dick Kelsey et John Hubley
- Supervision de l'animation : Wolfgang Reitherman et Joshua Meador
- Animation : Philip Duncan, John McManus, Paul Busch, Art Palmer, Don Tobin, Edwin Aardal, Paul B. Kossoff
- Décors : Ed Starr, Brice Mack et Edward Levitt
- Effets spéciaux caméra : Gail Papineau et Leonard Pickley
- Effets spéciaux : Ub Iwerks

### Symphonie pastorale
- Titre original : The Pastoral Symphony
- Musique : Ludwig van Beethoven
- Réalisation : Ford Beebe, Jim Handley et Hamilton Luske
- Scénario : Otto Englander, Webb Smith, Erdman Penner, Joseph Sabo, Bill Peet et George Stallings
- Conception graphique :
  - Direction artistique : Hugh Hennesy, Kenneth Anderson, Gordon Legg, Herbert Ryman, Yale Gracey et Lance Nolley
  - Conception des personnages : James Bodrero, John P. Miller, Lorna S. Soderstrom
- Supervision de l'animation : Fred Moore, Ward Kimball, Eric Larson, Art Babbitt, Oliver M. Johnston Jr et Don Towsley
- Animation : Berny Wolf, Jack Campbell, John Bradbury, James Moore, Milt Neil, Bill Justice, John Elliotte, Walt Kelly, Don Lusk, Lynn Karp, Murray McClellan, Robert W. Youngquist et Harry Hamsel
- Décors : Claude Coats, Ray Huffine, W. Richard Anthon, Arthur Riley, Gerald Nevius et Roy Forkum

### La Danse des heures
- Titre original : Dance of the Hours
- Musique : Amilcare Ponchielli
- Réalisation et scénario : Norman Ferguson et T. Hee
- Conception graphique :
  - Direction artistique : Kendall O'Connor, Harold Doughty et Ernest Nordli
  - Conception des personnages : Martin Provensen, James Bodrero, Duke Russell et Earl Hurd
- Supervision de l'animation : Norman Ferguson
- Animation : John Lounsbery, Howard Swift, Preston Blair, Hugh Fraser, Harvey Toombs, Norman Tate, Hicks Lokey, Art Elliott, Grant Simmons, Ray Patterson et Franklin Grundeen
- Décors : Albert Dempster et Charles Conner

### Une nuit sur le mont Chauve/Ave Maria
- Titre original : Night on Bald Mountain et Ave Maria
- Musique : Modeste Moussorgski et Franz Schubert
- Réalisation : Wilfred Jackson
- Scénario : Campbell Grant, Arthur Heinemann et Phil Dike
- Direction artistique : Kay Nielsen, Terrell Stapp, Charles Payzant et Thor Putnam
- Supervision de l'animation : Vladimir Tytla
- Animation : John McManus, William Shull, Robert W. Carlson Jr., Lester Novros et Don Patterson
- Effets spéciaux d'animation : Joshua Meador, Miles E. Pike, John F. Reed et Daniel MacManus
- Effets spéciaux caméra : Gail Papineau et Leonard Pickley
- Décors : Merle Cox, Ray Lockrem, Robert Storms et W. Richard Anthony
- Musique :
  - Paroles additionnelles de l'Ave Maria : Rachel Field
  - Chef de chœur : Charles Henderson
  - Soliste : Julietta Novis

## Distribution

### Distribution et voix originales

#### 1erdoublage(1940)
- Leopold Stokowski : lui-même
- Deems Taylor : narrateur (voix)
- Walt Disney : Mickey Mouse (voix)
- Julietta Novis : soliste Ave Maria
- James MacDonald : percussionniste
- Marcel Tabuteau : hautboïste
- Paul J. Smith : violoniste
- Employés de la Walt Disney Company : musiciens de l'orchestre

#### 2edoublage(1982)
- Hugh Douglas[8] ou Tim Matheson[9] : narrateur (voix)

#### 3edoublage(2000)
- Corey Burton : narrateur (voix)[10].

### Voix françaises
Il est difficile d'établir le nombre exact de versions françaises de ce film, il y en aurait toutefois au moins quatre, sans compter un redoublage partiel du troisième,.

#### 1erdoublage(1946)
Un doublage a été effectué pour la sortie française en 1946 par la Société française de production. René Marc y assure la narration mais Mickey et Leopold Stokowski sont laissés en VO.

#### 2edoublage(1976)
- Jean Piat : narrateur

#### 3edoublage(1986)
- François Périer : narrateur
- René Bériard : Leopold Stokowski
- Marc François : Mickey Mouse

Pour la ressortie de 1990, ce doublage a été partiellement refait. La narration est identique mais Leopold Stokowski est désormais doublé par Georges Aubert et Mickey par Jean-Paul Audrain.

#### 4edoublage(2010)
- Pascal Germain : narrateur
- Philippe Ariotti : Leopold Stokowski
- Laurent Pasquier : Mickey Mouse

Direction artistique : Perrette Pradier

Adaptation : Philippe Videcoq

Enregistrement aux Studios : Dubbing Brothers

Mix : Shepperton International

Superviseur Créatif : Hugues Simon

Directeur Créatif : Boualem Lamhene

Version Française produite par
Disney Characters Voices International, INC.
Source : carton de doublage DVD

## Distinctions
- 1940 - Prix spécial aux New York Film Critics Circle Awards
- 1942 - Deux Oscar d'honneur :
  - à Walt Disney, William E. Garity et J. N. A. Hawkins (RCA Manufacturing Company) « pour leur exceptionnelle contribution envers l'avancement de l'utilisation du son dans les films cinématographiques par la production de Fantasia »[13]
  - à Leopold Stokowski et ses collaborateurs « pour leur unique performance dans la création d'une nouvelle forme de musique visualisée dans la production de Walt Disney, Fantasia, élargissant de ce fait la portée du film cinématographique comme divertissement et comme forme d'art »[14]
- 1990 - Entrée dans le National Film Registry
- 2001 - Prix du « Best DVD Overall Original Supplemental Material » aux DVD Exclusive Awards
- 2001 - Nomination au « Best DVD Original Retrospective Documentary/Featurette » aux DVD Exclusive Awards

## Sorties cinéma
Sauf mention contraire, les informations suivantes sont issues de l'Internet Movie Database.

### Premières nationales
- États-Unis :
  - Première mondiale : 13 novembre 1940 au Broadway Theatre de New York[16],[17]
  - Présentation en son Mono : 29 janvier 1941
  - Version courte : janvier 1942
- Argentine : 25 décembre 1940
- Royaume-Uni : 21 juillet 1941
- Mexique : 25 décembre 1941
- Grèce : 10 avril 1942
- Suède : 7 octobre 1942
- Espagne : 23 mars 1946
- Italie : 15 avril 1946
- Canada : 1er août 1946
- France : 1er novembre 1946
- Belgique : 15 décembre 1946
- Pays-Bas : 15 décembre 1946
- Finlande : 4 novembre 1949
- Danemark : 2 avril 1951
- Allemagne de l'Ouest : 1952
- Japon : 28 septembre 1955
- Corée du Sud : 3 octobre 1955
- Malte : 31 juillet 1959
- Nouvelle-Zélande : 29 juin 1961
- Afrique du Sud : 29 juin 1961
- Uruguay : 29 juin 1961
- Liban : 25 décembre 1967
- Iran : 16 mars 1974
- Maroc : 16 mars 1974
- Égypte : 26 mars 1974
- Indonésie : 17 juin 1974
- Qatar : 17 juin 1974
- Singapour : 17 juin 1974
- Sri Lanka : 26 avril 1985
- Koweït : 4 juin 1986

### Ressorties principales
- États-Unis : 1er septembre 1946 (version longue), 7 février 1956 (version SuperScope), 20 février 1963, 17 décembre 1969, 15 avril 1977, 2 avril 1982 (version Stéréo Digitale), 8 février 1985, 5 octobre 1990 (version de 1946 avec Fantasound)
- Italie : 31 août 1957, 23 novembre 1973, 13 octobre 1978, 7 novembre 1986, 27 novembre 1990
- Espagne : 23 septembre 1957, 25 mars 1977, 17 septembre 1986
- Suède : 29 février 1960, 2 août 1977, 19 septembre 1986
- France : 30 août 1967 [18], 27 octobre 1979 [18], août 1984, 1er octobre 1986[19], 20 juin 1990 (au Grand Rex)[20], 28 juin 2000[18], 22 février 2008[18]
- Finlande : 29 septembre 1967, 9 mars 1979
- Japon : 5 août 1972, 15 octobre 1977, 15 août 1981, 24 janvier 1987, 15 décembre 1990
- Allemagne de l'Ouest : 28 octobre 1977, 30 avril 1987
- Australie : 9 décembre 1982, 5 juin 1986, 15 novembre 1990
- Royaume-Uni : 26 décembre 1990

## Sorties vidéo
- 1987 - VHS - Mickey, l'apprenti sorcier (Location vidéoclub)
- 1990 - VHS
- 5 décembre 2000 - DVD Collection avec restauration numérique
- 23 octobre 2001 - DVD
- 23 novembre 2001 - Double DVD Collector
- 8 janvier 2002 - Triple DVD Anthologie
- 27 février 2004 - VHS
- 26 novembre 2010 - DVD et Disque Blu-ray - version longue inédite avec entracte.

Source : Les Grands Classiques de Walt Disney et Ultimate Disney

## Origines et production
En 1938, après ses succès avec Mickey Mouse et Blanche-Neige et les Sept Nains (1937), Walt Disney était « devenu l'un des favoris des jeunes générations ». Alors que la production d'un second long métrage Pinocchio débute, une équipe d'animateurs de Disney travaille sur un court métrage sur deux bobines, une adaptation ambitieuse de L'Apprenti sorcier de Paul Dukas,.

### L'Apprenti sorcier, un Mickey Mouse d'exception
La production du court métrage L'Apprenti sorcier a débuté en 1937, alors que le succès de Mickey commençait à décliner. Walt Disney souhaite « un film de prestige, artistiquement ambitieux » et son frère Roy Oliver négocie les droits d'adaptation de L'Apprenti sorcier, entreprise entamée en mai 1937. Ce court métrage compose avec l'un des souhaits de Walt Disney, celui de réconcilier la jeune génération avec la musique classique, public qui « n'avait pas d'avis sur le sacrilège potentiel d'imager les pièces de musique ». Les droits d'adaptation ont été confirmés dans une lettre de Roy reçue le 31 juillet 1937 par Walt,. Disney utilise alors pour bande sonore un enregistrement d'Arturo Toscanini.

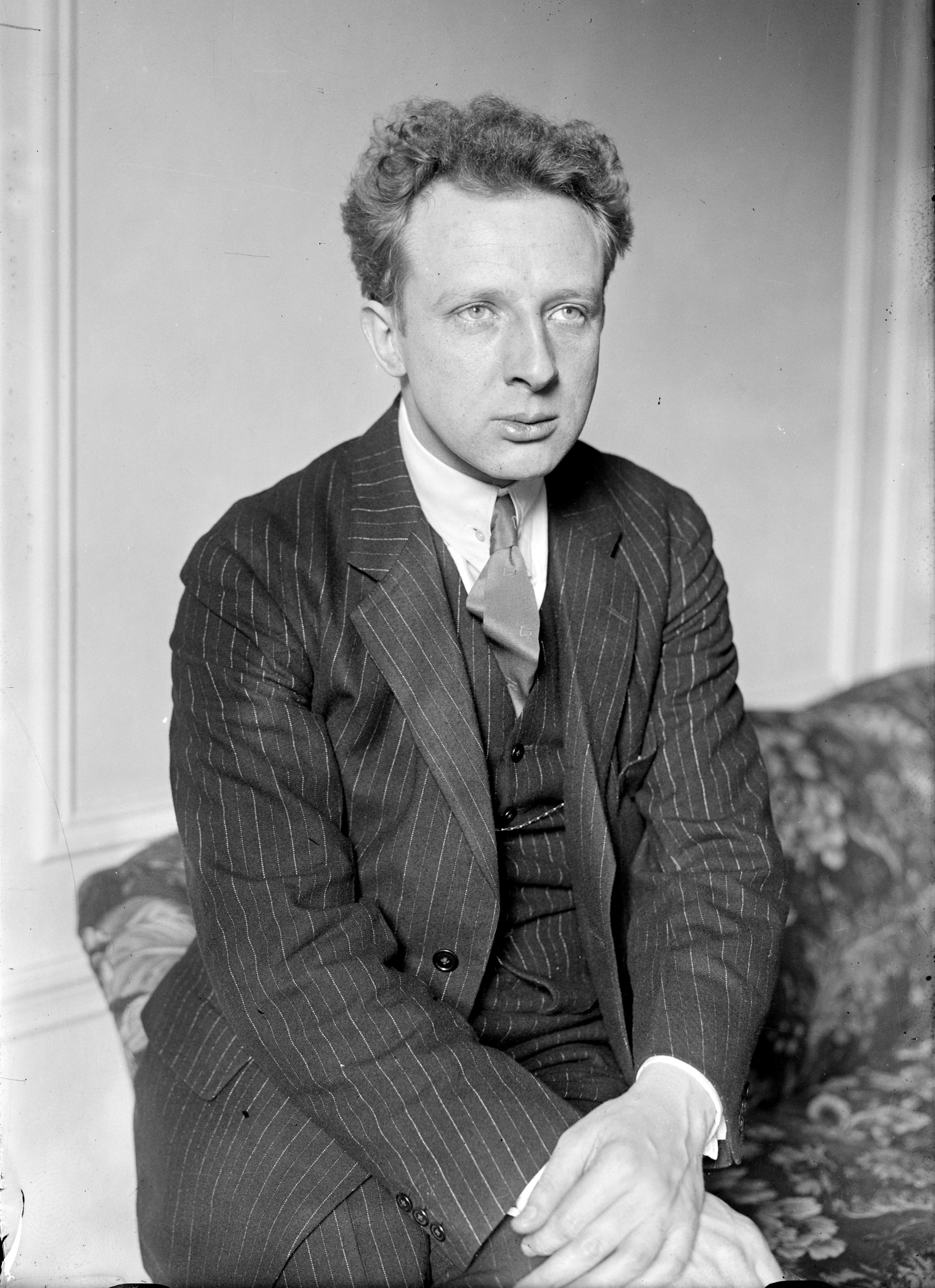
Leopold Stokowski.

Durant le processus de création de ce film, Walt Disney rencontre le chef d'orchestre renommé Leopold Stokowski lors d'une soirée à Hollywood et lui évoque le projet de court métrage musical,. Pierre Lambert indique que Walt invita Stokowski à sa table dans un restaurant de Beverly Hills, afin de ne pas manger tous les deux seuls,,.
Dans un mémo d'octobre 1937, Walt écrit qu'il est « tout revigoré à l'idée de travailler avec Stokowski », qu'il ressent que « les possibilités d'une telle combinaison sont si grandes » et qu'elles « nécessiteront son orchestre complet ainsi qu'une forme de compensation pour Stokowski »,,. Allan indique qu'une lettre au contenu similaire a été envoyée le 26 octobre 1937 au représentant new-yorkais de Stokowski,. Walt ajoute aussi dans ce mémo qu'il « a pris les devants » et a déjà « lancé une équipe sur le scénario », « avant de poursuivre sur Bambi ». Perce Pearce est nommé chef du projet et est assisté de Carl Fallberg pour le scénario et de Leigh Harline pour la musique.
Stokowski accepte alors de diriger un orchestre pour la bande sonore du film,,,.
En novembre 1937, Stokowski envoie les enregistrements préliminaires de la pièce de Dukas, qui permettent de produire une première animation. Cette animation se fait d'abord avec Simplet dans le rôle-titre, puis il est remplacé par Mickey Mouse, selon la décision de Walt. Mais Disney à nouveau change d'avis et demande à James Algar de réaliser le court métrage avec Mickey,, Pearce et son équipe sont alors transférés sur un autre projet.
La pré-production du court métrage avec Mickey Mouse se poursuit quand en décembre 1937, Roy prévient que le budget devient important, mais Walt poursuit son idée pour ce film. Le 2 janvier 1938, Stokowski livre les partitions pour la musique du film, puis le 9 janvier l'enregistrement débute dans le studio de David O. Selznick, plus grand que celui de Disney. Le tournage des scènes avec l'orchestre, prévu le 19, est repoussé au 24 à cause de l'absence du costume de Stokowski. La bande sonore étant prête, l'animation débute le 21 janvier avec la scène du rêve confiée à Preston Blair. Pour l'animation en elle-même, voir ci-dessous. Une fois l'animation en grande partie réalisée, une avant-première a lieu le 12 avril 1938. Dans une lettre écrite le 10 juin 1938, Roy indique que le film est presque achevé.
Mais durant la production du film, une autre idée a germé au sein du studio.

### Concept de programme musical
Intéressé par l'idée de mêler musique classique et animation, Stokowski a accepté de diriger un orchestre local pour l'enregistrement de la bande sonore de L'Apprenti sorcier, mais le court métrage lui inspire un projet plus ambitieux, une « série d'interprétation en animation de thèmes musicaux »,. Alors que la production du court métrage avec Mickey se poursuit, il parvient à faire adhérer Walt Disney à son projet,.
À la fois intrigué et intéressé par cette nouvelle idée, Disney engage le musicologue Deems Taylor, connu pour ses commentaires lors des retransmissions radiophoniques de l'Orchestre philharmonique de New York, pour aider à la conception du film,. Taylor servira en plus de maître de cérémonie au début et entre les séquences du film. Le projet est alors connu sous le nom de « Film d'animation-Concert »,. Stokowski utilise lui le terme de fantasia, terme qui est resté et désigne définitivement le projet à l'automne 1938.
Le projet se développe assez rapidement. Walt Disney et Stokowski définissent avec Fantasia un nouveau concept, celui d'un « spectacle cinématographico-musical évolutif ». L'un des plans du projet est de le diffuser non pas dans les cinémas mais dans les salles de concerts. Le film doit ensuite être présenté à intervalles réguliers avec de nouvelles séquences, reprises ou non par la suite en fonction du succès obtenu.
Le coût élevé de la production de L'Apprenti sorcier, estimé à 125 000 dollars à la fin de la production vers juin 1938 soit trois à quatre fois plus que les autres Mickey de l'époque, en partie dû à son haut niveau de qualité, décide Disney à l'ajouter à son projet de long métrage, à côté d'autres séquences.
La pré-production débute dès la fin de l'été 1938, comme l'atteste Michael Barrier qui évoque les doutes de Walt Disney à propos de l'une des séquences à l'automne 1938. Jimmy Johnson évoque un concours publié dans le magazine interne fin 1938 pour trouver le titre du film mais aucune des centaines de propositions du type « Cineballet » n'a été retenue.

### Pré-production, le choix des séquences
Barrier donne comme date de début de pré-production le mois de septembre 1938, lorsque Stokowski, Disney et d'autres membres du projet écoutent de nombreuses pièces musicales pour décider ou non de les intégrer au film-concert et pour définir les thèmes abordés. De nombreuses œuvres sont évoquées, et en dehors de L'Apprenti sorcier avec Mickey Mouse, la plupart peuvent être considérées comme des « descendantes » des Silly Symphonies, ces courts métrages sans héros récurrents. Courant octobre, Walt indique qu'il ne souhaite pas que le film devienne une simple collection-compilation de Silly Symphonies. Le film concert se cherche alors une unité, obtenue en partie par le côté didactique des transitions de séquences. Plusieurs séquences sont alors envisagées ou mises en chantier, pour le film ou ses éventuelles suites. En dehors du choix des séquences, le projet rassemble les idées d'innovations les plus folles. Barrier écrit que Disney et Stokowski ont eu l'idée d'associer des senteurs à la musique et à l'animation, des parfums devant être diffusés dans la salle. Le 26 septembre, Disney propose un tournage et une diffusion sur écran large (ce qui fut réalisé plus tard avec le CinemaScope).

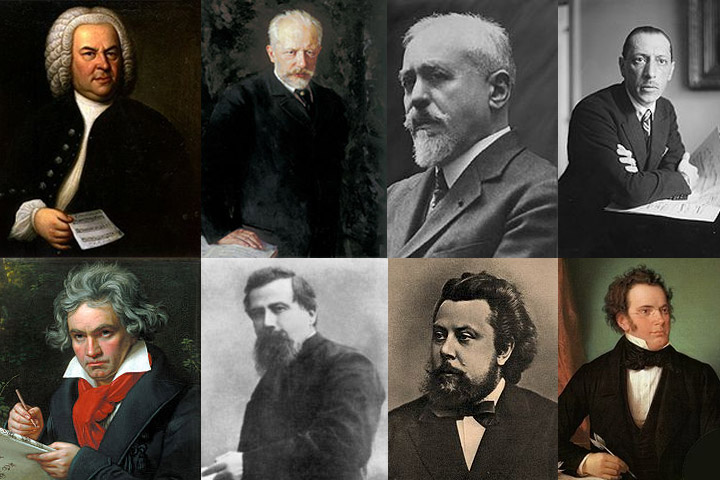
Compositeurs du films.
en haut : Johann Sebastian Bach, Piotr Ilitch Tchaïkovski, Paul Dukas, Igor Stravinsky
en bas : Ludwig van Beethoven, Amilcare Ponchielli, Modeste Moussorgski, Franz Schubert.

Les sept œuvres musicales choisies pour s'ajouter à L'Apprenti sorcier sont :
- Toccata et fugue en ré mineur de Jean-Sébastien Bach
- différents extraits du ballet Casse-Noisette de Piotr Ilitch Tchaïkovski
- Le Sacre du printemps d'Igor Stravinsky
- l'Entrée des petits faunes de Cydalise et le Chèvre-pied de Gabriel Pierné
- la Danse des heures, ballet tiré de l'opéra La Gioconda d'Amilcare Ponchielli
- Une nuit sur le mont Chauve de Modeste Moussorgski
- l'Ave Maria de Franz Schubert

Cette liste semble avoir été établie très tôt, dès le 13 septembre 1938 pour Barrier, le 20 septembre pour Allan, mais d'autres idées ont continué à émerger.
Allan indique que L'Oiseau de feu (1909) et Petrouchka (1911) de Stravinsky ont été évoqués lors d'une séance le 10 septembre 1938, ce dernier « pouvant faire un parfait final » selon Taylor. La liste datée du 20 septembre ajoute Clair de lune, tiré de la Suite bergamasque de Claude Debussy. Stokowski aurait proposé le 26 septembre la Symphonie no 9 de Beethoven en précisant qu'elle « n'était peut-être pas pour ce film ». Le 29 septembre, les réponses à des suggestions internes arrivent et plusieurs idées sont abandonnées dont : Moto perpetuo op. 11 de Niccolò Paganini, Prélude op. 3 no 2 de Sergueï Rachmaninov et Novembre - Troïka tiré des Saisons de Tchaïkovski. Le 30 septembre, Don Quixote est écarté malgré la présence d'un « personnage comique ».
Grant ajoute les morceaux cités par Frank Daugherty dans Christian Science Monitor Weekly en 1938 : le Boléro de Maurice Ravel, Till l'Espiègle de Richard Strauss.
Grant et Maltin évoquent les œuvres envisagées suivantes, :
- Clair de lune tiré de la Suite bergamasque de Claude Debussy
- l'Invitation à la danse tirée de Der Freischütz de Carl Maria von Weber avec ici le Pégase Peter de la séquence la Symphonie Pastorale
- Pierre et le Loup de Sergueï Prokofiev
- l'Humoresque no 7 d'Antonín Dvořák avec les champignons de Casse-noisette
- le Cygne de Tuonela tiré de la Suite Lemminkäinen (1893) de Jean Sibelius
- la Chevauchée des Walkyries issue de l'opéra La Walkyrie (Die Walküre) de Richard Wagner

Sans préciser de source, David Koenig ajoute : le Chœur des pèlerins du Tannhäuser (1845) de Wagner, La Flûte enchantée (Die Zauberflöte, 1791) de Mozart, La Mer de Debussy, Les Planètes de Gustav Holst, Le Vol du bourdon de Nikolaï Rimski-Korsakov et L'Amour des trois oranges (1921) de Sergueï Prokofiev.
La plus connue des « séquences envisagées » est Clair de lune qui en raison de la longueur de Fantasia avec sept séquences, ne fut pas incluse,. La séquence d'animation qui se déroulait dans les marais a été réutilisée dans Blue Bayou, séquence de La Boîte à musique (1946). D'autres séquences envisagées ont eu un avenir malgré leur absence dans Fantasia (cf. ci-dessous).
Le 5 janvier 1939, alors que la plupart des séquences sont entamées, Walt Disney est mécontent depuis plusieurs mois du résultat entre l'animation et la musique de Cydalise et le Chèvre-pied de Pierné ; il décide alors de remplacer la musique par une plus vigoureuse, la Symphonie pastorale de Ludwig van Beethoven,. Les animations de divinités grecques supervisées par Huemer et Grant changent alors de thème musical, malgré la réticence de Stokowski qui considère que la musique de Beethoven évoque plus « les réactions humaines et les pensées bienveillantes ».
Les musiques ont été enregistrées par l'Orchestre de Philadelphie entre courant avril 1939 et avant la fin mai. En prenant comme date l'écartement de Clair de lune du projet, les sept séquences composants le film final ont été définies une fois pour toutes en juillet 1939,.

### Animation

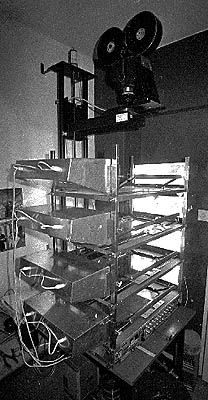
Une reproduction de caméra multiplane par un amateur d'animation.

En raison de son découpage en séquences et de la variété des œuvres musicales, l'animation dans Fantasia possède plusieurs facettes, fonctions et usages, sous-tendus par les interprétations, les « visualisations » données les animateurs aux dites œuvres. Au travers des histoires racontées par les séquences, les animateurs ont pris le parti d'évoquer par exemple les arts dans certaines, en usant de la musique comme support, tandis que dans d'autres la vocation est plus didactique.
Les intermèdes entre chaque séquence marquent pour Disney la première réutilisation d'images en prise de vue réelles depuis les Alice Comedies des années 1920.
De nombreux éléments des séquences animées, bien que sans parole, ont été nommés par les animateurs et sont listés par John Grant. Techniquement, Michel Barrier indique que sur les 8 000 pieds (2 438,4 m) d'animation sur film de 35 mm, 3 500 pieds (1 066,8 m) ont été tournés avec la caméra multiplane, soit plus que l'équivalent de Blanche-Neige et Pinocchio combinés. Graphiquement parlant, l'animation est marquée par de nombreux emprunts à l'art européen (Cf. Les emprunts artistiques à l'Europe). John Hench récemment embauché par le studio travaille sur les décors.

#### Évocation des autres arts par l'animation
Au travers du film, les animateurs n'ont pas seulement permis de visualiser la musique classique mais aussi de rendre hommage aux arts basés sur la musique, tout en les utilisant. On retrouve ainsi la danse et le ballet.

##### Toccata et Fugue en Ré Mineur, l'abstraction visuelle
Walt Disney souhaitait pour cette séquence recréer l'impression lorsqu'un spectateur ferme les yeux durant un concert. Walt Disney a engagé le réalisateur allemand de films abstraits Oskar Fischinger pour concevoir la séquence, mais après un an de travaux préparatoires, il quitte le studio, « frustré par la difficulté à faire passer ses idées »,. Allan indique comme date de début de contrat le 30 novembre 1938, au poste d'animateur en effets spéciaux pour un salaire de 60 USD la semaine, et non en tant que directeur artistique. Il ajoute que « ses abstractions radicales intransigeantes étaient insupportables pour un esprit concret comme celui de Disney ». Barrier évoque une durée de neuf mois, entre fin janvier et fin octobre 1939. Allan donne lui le 31 octobre 1939 comme date de fin de contrat.
Après le départ de Fischinger, Disney confie à Samuel Armstrong la mission de reprendre le travail sur la séquence. Pour cette raison, les éléments d'animation sont essentiellement des œuvres abstraites sans personnages mais la séquence reste inspirée « des images fugitives de Fischinger », « attribuée au moins dans l'esprit à Fischinger ». On reconnait toutefois dans l'animation les formes d'archer de violons ou de pendule de métronomes, des vagues, des tubes d'orgues, des arches gothiques ou des faisceaux de projecteurs éclairant le ciel comme à Hollywood les soirs de premières. Jerry Beck note que Cy Young était le responsable de l'équipe d'animation.
À un moment de la production, Disney a envisagé de présenter cette séquence avec des images en relief, et en équipant le public de lunettes,,, il est probable que le système choisi soit celui des lunettes polarisantes de Polaroid, présenté à l'Exposition universelle de New York 1939-1940.

##### Casse-noisette, les danses

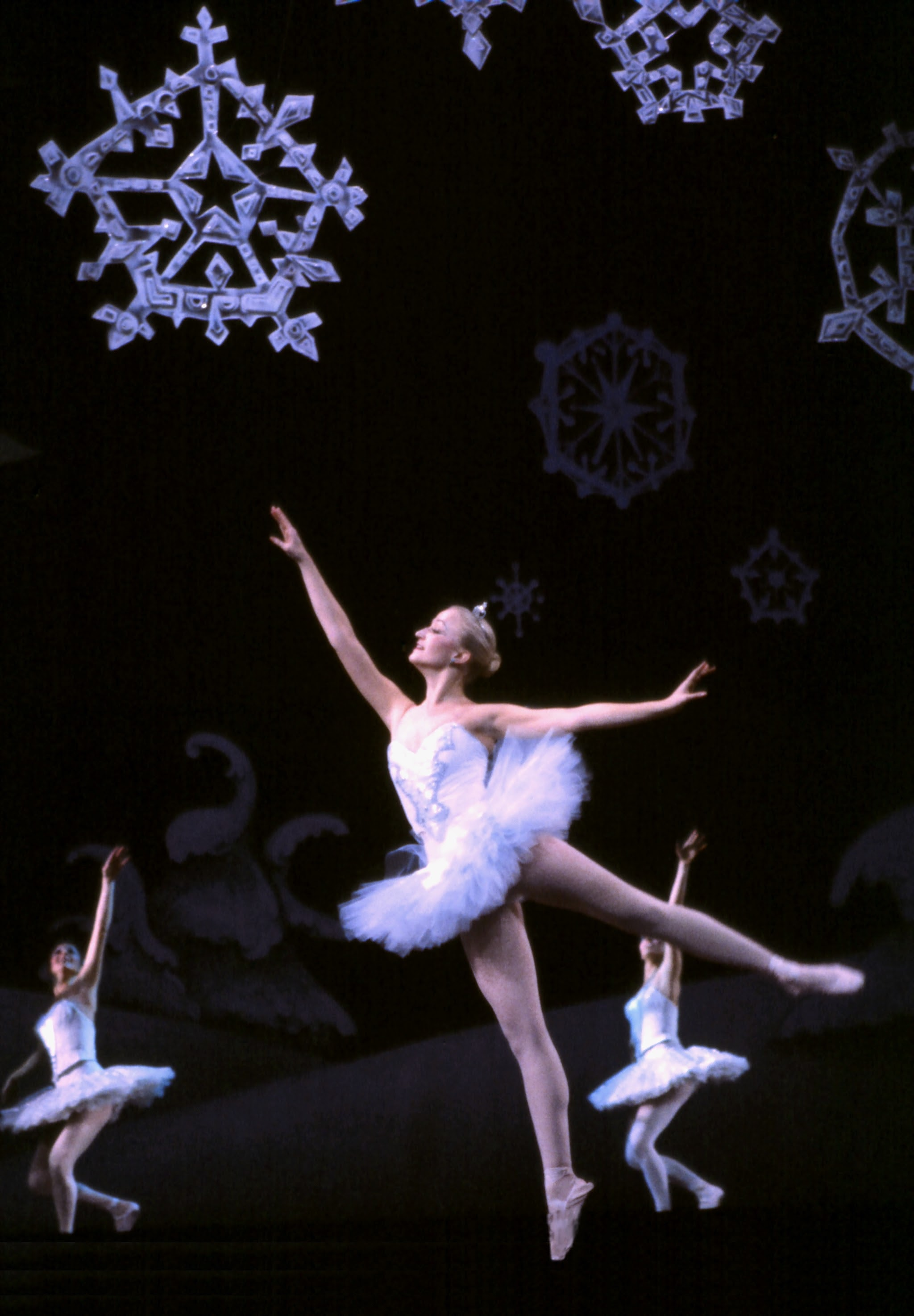
Une représentation du ballet Casse-noisette (1981).

Cette séquence avait été à l'origine proposée en 1935 comme une Silly Symphony baptisée Ballet des fleurs/Flower Ballet,. Grant rappelle que la séquence est découpée en six sections chacune illustrant l'une des danses du ballet Casse-Noisette de Piotr Ilitch Tchaïkovski
- La Danse de la fée Dragée, où les « fées gouttelettes » (nommées Dewdrop Fairies) déposent dans les sous-bois la rosée printanière qui réveille les fleurs et la nature tout entière[38]. La douceur et la luminosité des personnages sont dues à l'utilisation d'aérographe et d'une peinture transparente spéciale[36].
- La Danse chinoise : un groupe de « Danseurs Champignons » évoquant des ouvriers rizicoles chinois qui dansent. Cette idée est attribuée à John Walbridge[69]. Un champignon plus petit que les autres, nommé officiellement Hop Low mais surnommé le « Simplet de Fantasia » par un critique, n'arrive pas à entrer dans la ronde[70]. Art Babbitt, principal animateur de la séquence, s'est inspiré d'un saut et des mouvements en découlant dans une scène d'un film du trio Three Stooges (Moe Howard, Curly Howard et Larry Fine) pour les mouvements très particuliers des champignons et qui renforce la « sincérité de la gravité »[70].
- La Danse des mirlitons : les ballerines du « Ballet des fleurs » tombent sur la surface d'un cours d'eau et effectuent un ballet qui s'achève avec une cascade[70].
- La Danse arabe : dans une atmosphère sous-marine exotique, une troupe - un harem - de poissons rouges, timides mais aux nageoires longues et diaphanes, effectuent une lente danse moyen-orientale[70]. Ces poissons utilisent le stéréotype du personnage de Cléo, le poisson rouge de Geppetto, créé pour Pinocchio[71]
- La Danse russe : des chardons en cosaques (les Thisle Boys) et des orchidées en paysannes évoquent une danse russe (Orchid Girls)[70].
- La Valse des fleurs : les « fées de l'automne » (nommées Autumn Fairies) font tomber les feuilles[70] et les graines laineuses des asclépiades qui forment le Milkweed Ballet, puis qui dansent jusqu'à l'hiver[24]. Les « fées du givre » (nommées Frost Fairies), suivies par les « fées flocons de neige » (nommées Snowflake Fairies) qui apportent lesdits flocons et déposent neige et glace. Les effets de cette partie ont été obtenus grâce à l'utilisation de la caméra multiplane[36].

Les fées de cette séquence, ressemblant à des libellules, sont des créations de la directrice artistique, anglaise d'origine, Sylvia Holland. Plusieurs animateurs débutants ont travaillé sur ces séquences mais ne sont crédités que post-mortem comme Milton Quon qui travailla sur la Danse arabe et la Valse des fleurs.

##### LaDanse des heures, le ballet
Pour Grant, la Danse des heures, tirée de l'opéra La Gioconda d'Amilcare Ponchielli, est un ballet mais « aussi un amusement que les équipes de Disney ont traité avec légèreté comme une blague », « l'intégralité de la séquence est une parodie affectueuse des prétentions du ballet classique ». D'après une réunion du 29 septembre 1938, l'approche de la séquence devait être sans difficulté et être traitée « comme un ballet typique et très trivial ». Lambert déclare que « c'est la partie la plus drôle de Fantasia ». Malgré son côté comique, la séquence a aussi reçu l'attention et la qualité des artistes de Disney. Les personnages ont été créés par l'animateur Joe Grant.

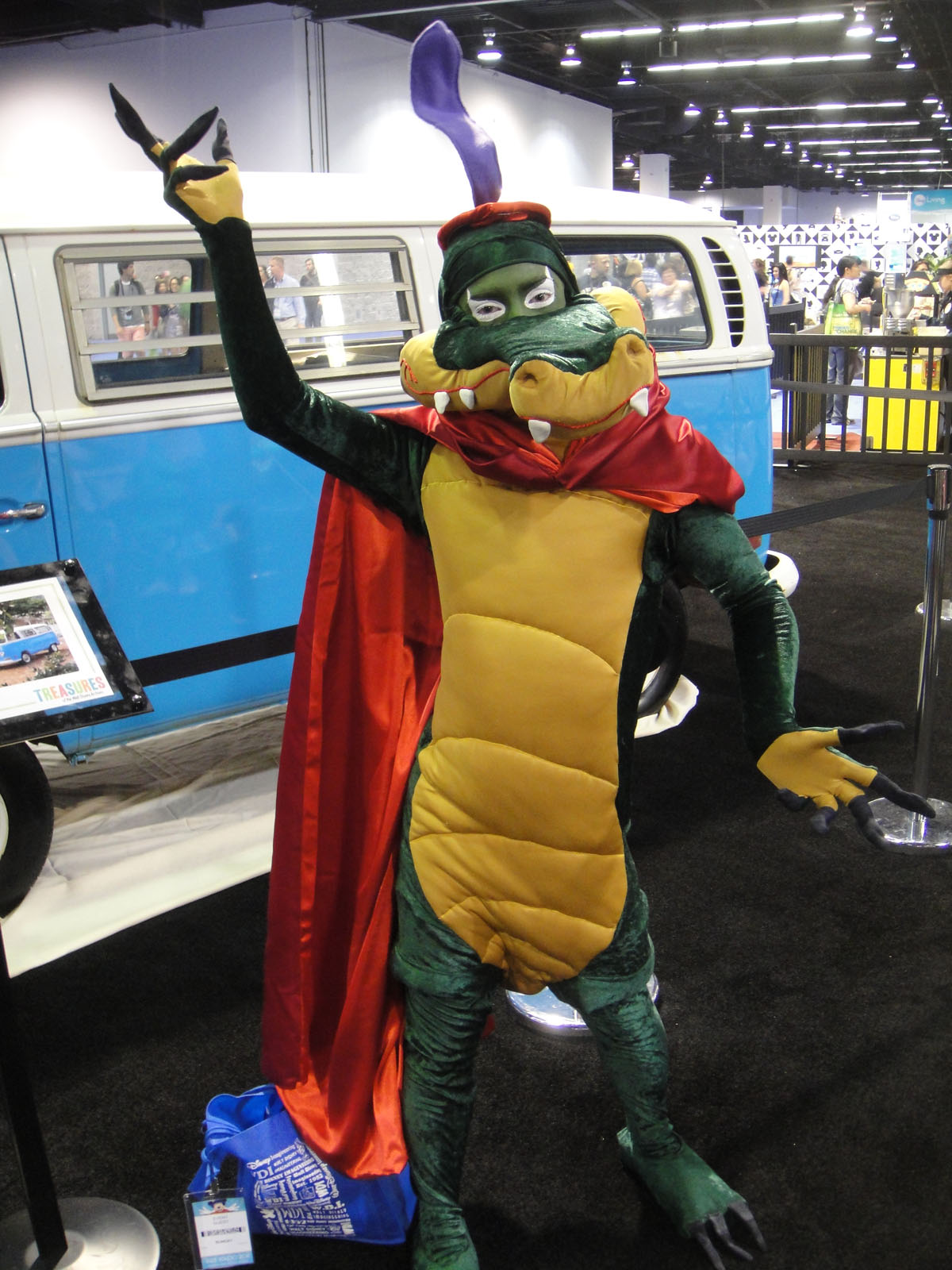
Costume d'Ali Gator présenté en 2011 à l'expo D23.

Le ballet se décompose en quatre parties, le Matin avec les autruches, l'Après-midi avec les hippopotames, le Soir avec les éléphants et la Nuit avec les crocodiles. Les personnages principaux ont été nommés comme suit : La première autruche s'appelle Mlle Upanova (sans doute en référence à Tamara Toumanova), la première hippopotame Hyacynth Hippo, la première éléphante Elephanchine (parodie de George Balanchine) et le premier crocodile Ben Ali Gator. Ce dernier est l'œuvre de John Lounsbery. Le décor reprend, comme l'indique Walt Disney dans une réunion du 17 octobre 1938, la tradition hollywoodienne des comédies musicales de Warner Bros. avec « une scène aux dimensions impossibles 2 000 pieds (609,6 m) par 500 pieds (152,4 m) du moins en apparence ». La scène autour de la fontaine reprend celle du film The Goldwyn Follies (1938), avec son bassin circulaire central, ses colonnes ioniques et même sa danseuse, Vera Zorina s'élevant du bassin.
Pour Lella Smith, cette section a été influencée graphiquement par les œuvres de l'allemand Heinrich Kley, qui fascinaient Walt Disney,. Kley fait partie des illustrateurs européens qui à partir du milieu du XIXe siècle ont, d'après Robin Allan, « eu fortement recours à l'anthropomorphisme pour attribuer aux animaux des caractères humains alors que dans sa vie quotidienne l'homme s'éloignait des animaux » tels Honoré Daumier (1808-1879), Ernest Griset (1843-1907), Grandville (1803-1847), John Tenniel (1829-1914), Edward Lear (1812-1888), Ladislas Starewitch (1882-1965) ou Beatrix Potter (1866-1943). Le dessinateur Pat Sullivan a aussi influencé la séquence par ses nombreux dessins comprenant des hippopotames et des crocodiles.
Disney a demandé à des membres des ballets russes, notamment Roman Jasinski, Tatiana Riabouchinska et Irina Baranova, de servir de modèles pour les personnages, même si ce sont ici des hippopotames, des éléphants, des autruches et des crocodiles. Riabouchinska a servi de modèle pour l'hippopotame Hyacytnh, première hippopotame. Grant précise que toutes les autruches sont modelées d'après Irina Baranova et qu'elles se différencient de la première autruche seulement par les vêtements bleus et non roses. Les hippopotames sont elles modelées d'après Tatiana Riabouchinska, sauf pour les prises de vue réelles filmant Marjorie Babbitt, la danseuse ayant servi de modèle pour la gestuelle de Blanche-Neige et qui était mariée à l'animateur Art Babbitt. Roman Jasinski a été utilisé comme modèle pour les éléphants. De plus, l'artiste hongrois Jules Engel avait été engagé comme consultant pour les chorégraphies, il réalisa les photographies et des esquisses des danseurs pour Casse-noisette et la Danse des heures.

#### L'Apprenti Sorcier, l'utilisation de Mickey Mouse
La séquence L'Apprenti Sorcier est marquée par l'utilisation d'un personnage Disney déjà existant, Mickey Mouse. Le film évoque un peu La Fanfare (1935), dans lequel Mickey porte un costume trop grand pour lui et où il ne parle presque pas. Un traitement particulier du personnage a été nécessaire pour faire jouer à la souris le rôle de l'apprenti sorcier. À partir de 1936, le rôle de Mickey est devenu celui d'un faire-valoir par rapport aux personnages secondaires, de plus son caractère est beaucoup plus sage, moins approprié aux gags. Les anciens personnages secondaires, Dingo et Donald Duck, deviennent les héros de leurs propres séries à partir de 1938.

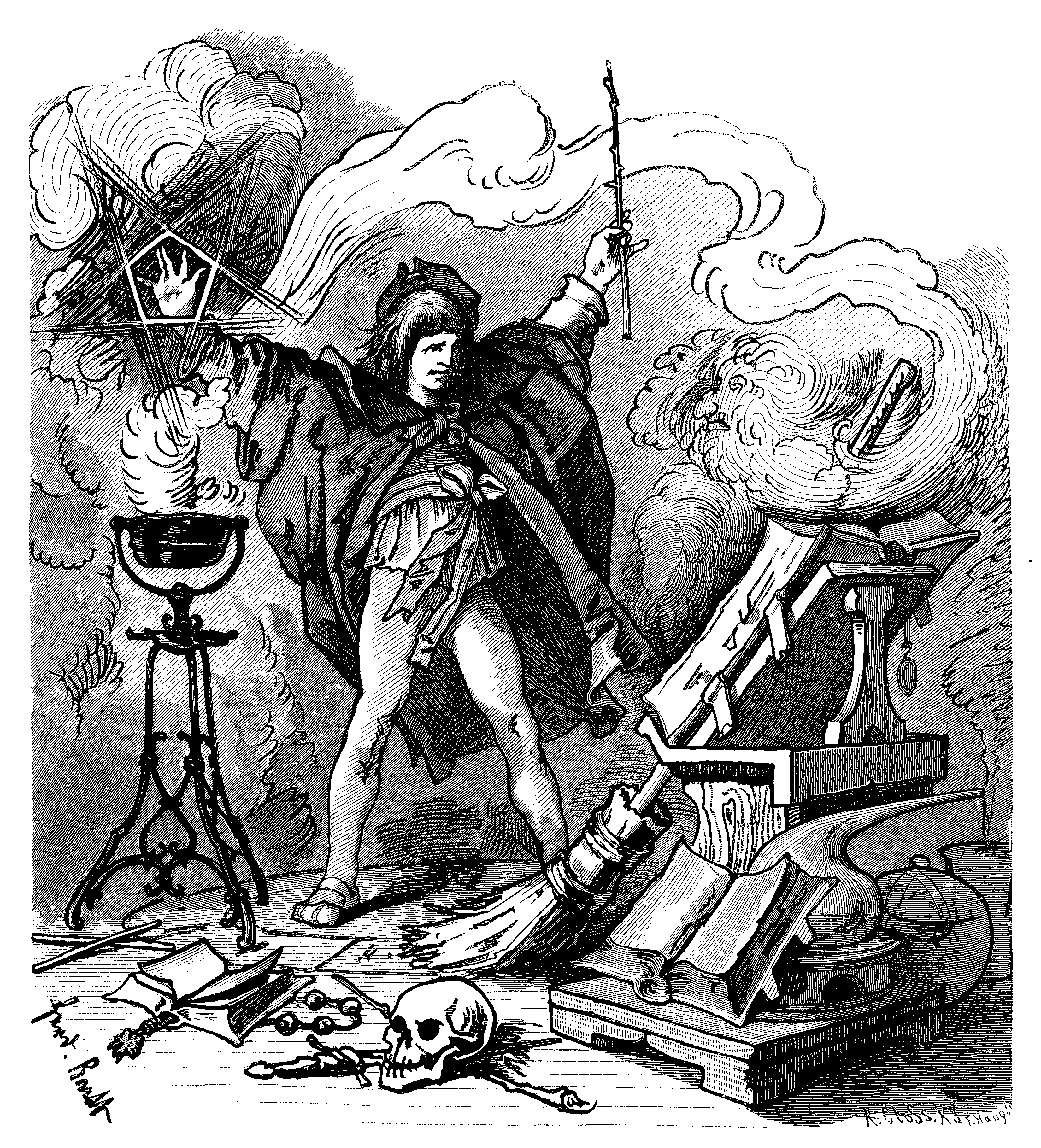
Illustration de Der Zauberlehrling par Ferdinand Barth (1882).

Disney n'est pas le premier à prendre le scénario du poème Der Zauberlehrling écrit en 1797 par Goethe comme source pour un film. Sidney Levee a réalisé The Wizard's Apprentice en 1930 une adaptation d'Hugo Riesenfeld. L'année suivante, Oskar Fischinger, réalise Studie Nr. 8 (1931) comprenant la version mise en musique par Paul Dukas et quelques années plus tard la Compagnie française des films à son tour une adaptation de Der Zauberlehrling.
La séquence du rêve de puissance de Mickey, alors endormi sur une chaise tandis qu'un balai enchanté travaille pour lui, qui se situe vers le milieu du court métrage et qui a été exécutée par Preston Blair, est la première partie d'animation à avoir été réalisée,. Pour cette séquence, Blair utilisa un film réalisé avec un sportif de l'UCLA sautant au-dessus de tonneaux et de boîtes et dont la longue chevelure aida Blair pour les mouvements de la robe de Mickey. Les effets d'eau inondant la pièce ont ensuite été réalisés par Ugo D'Orsi. John Grant note que dans une interview de février 1976 au magazine Millimeter Ben Sharpsteen, en contradiction avec les éléments précédents, considère « qu'il n'y a pas eu de volonté d'améliorer le personnage de Mickey Mouse… il s'agit simplement d'une sorte d'une évolution progressive ».
Les premières animations de Mickey ont été réalisées sous la direction de Les Clark qui l'animait depuis Steamboat Willie (1928). Mais afin de convenir à ce nouveau rôle, l'image de Mickey a été modifiée dans son ensemble et la tâche confiée à l'animateur Fred Moore. Cette modification a impliqué de nombreux artistes dont le réalisateur Perce Pearce qui demanda par exemple en novembre 1937 dans un mémo « d'éviter les gags ordinaires pour la séquence du rêve »,. Moore a créé le modèle de Mickey avec son costume et a ajouté des pupilles à Mickey, apparues à la même période en bandes dessinées (22 décembre 1938). Une des évolutions visibles dans cette séquence est la prise de poids de Mickey, à l'opposé de Steamboat Willie où il semble en caoutchouc et n'a pas besoin de faire d'effort pour accomplir une action, le Mickey de Fantasia, il sautille avec légèreté ou s'effondre de fatigue mais donne une « impression de pesanteur convaincante ».
Pour le personnage du sorcier, nommé Yen Sid ou Yensid, les animateurs ont pris comme modèle pour les prises de vues réelles l'acteur Nigel De Brulier,. Il a été conçu par Joe Grant et sa première apparition a été animée par Grim Natwick. Pour Bob Perelman, l'image renvoyée par Yensid est celle du « magicien avec un vieux et grand grimoire, portant une longue robe décorée de symbole cosmologique et lançant un sort d'un coup de sa baguette magique phallocrate ».
Malgré sa présence à l'écran très limitée, l'image du personnage est rendue paternelle grâce à ses derniers gestes envers Mickey, alors qu'il semble très savant, strict et dur durant le reste du film.

#### Le Sacre du Printemps, un cours de Préhistoire
À l'origine, la musique d'Igor Stravinsky accompagne un ballet évoquant les danses tribales, les rites païens, et le primitivisme, mais Disney a transformé cela en une leçon de géologie et de paléontologie. Lors de la production, Stravinsky a pu observer les études préparatoires et le storyboard, qu'il aurait alors apprécié, mais il fut plus réservé concernant le traitement musical (voir ci-après). L'idée de cette œuvre selon les souvenirs de Shamus Culhane proviendrait de Deems Taylor, soutenu par Stokowski. Selon Otto Friedrich, après avoir écarté La Création de Joseph Haydn jugée « pas assez épique », la suggestion du Sacre du printemps proviendrait du seul Stokowski :
- Stokowski : Pourquoi n'utiliserait-on pas le Sacre ?
- Disney : Le Socker ? Qu'est-ce ?
- Stokowski : Le Sacre de printemps - Rite of spring de Stravinsky

Un scénario daté du 29 septembre 1938 présente déjà le découpage en plusieurs scènes sur la Préhistoire, la première sur la création de la Terre, l'apparition de la vie et des dinosaures, une seconde partie pour les mammifères et les premiers hommes, la troisième sur l'homme découvrant le feu ; mais, en raison de problèmes religieux, le film s'est restreint à développer uniquement la première partie. Le 12 avril 1938, Disney a demandé une autorisation pour utiliser l'Oiseau de feu, autre œuvre de Stravinsky mais le choix final s'est porté le 4 janvier 1939 sur Le Sacre du Printemps. Contacté par Disney, Stravinsky, seul compositeur vivant à figurer dans le film, fut réticent à céder les droits contre cinq mille dollars, mais Disney précisa qu'un refus de sa part n'empêcherait pas l'utilisation du Sacre, car étant éditée en Russie, l'œuvre n'était pas protégée par les droits d'auteur aux États-Unis.
L'animation retrace les ères géologiques avec l'évocation de 
- l'hadéen, la formation de la terre et des océans
- l'archéen et le protérozoïque avec les premières bactéries, les premiers végétaux marins
- le cambrien avec les premiers animaux aux formes étranges dont la Faune de Burgess
- le Silurien avec les premières plantes et animaux terrestres
- le Mésozoïque, divisé en trois périodes, Trias, Jurassique et Crétacé, l'époque des dinosaures depuis leur apparition jusqu'à leur disparition.

Les animaux les plus connus à l'époque du film sont représentés : triceratops, archéoptéryx, diplodocus, cœlurosaure, stégosaure, iguanodon, brontosaure et tyrannosaure. Ils ont été réutilisés afin de présenter les dinosaures dans l'attraction Universe of Energy dans le parc à vocation éducative Epcot.
Le combat entre le tyrannosaure et le stégosaure a été animé par Wolfgang Reitherman. L'animateur d'effets spéciaux Joshua Meador a assuré la reconstitution des éruptions volcaniques et des coulées de lave et il travailla par la suite sur le monstre du film Planète interdite (1956). Robin Allan et Bruno Girveau décèlent pour cette séquence des inspirations des revues scientifiques et le début du cinéma avec par exemple Georges Méliès, Winsor McCay et son Gertie le dinosaure ou les films fantastiques de Willis O'Brien tel Le Monde perdu (1925),.
Cette version scientifique de la création du monde aurait été en partie influencée par Charles R. Knight, l'un des plus influents illustrateurs américains de la première moitié du XXe siècle, dans la reconstitution des dinosaures et autres animaux préhistoriques. Pour les décors désertiques, l'équipe s'est inspirée d'Edward Hopper dont les illustrations étaient alors publiées dans le National Geographic.

#### La Symphonie Pastorale, une journée parmi les dieux grecs
Alors que la symphonie de Beethoven est une balade campagnarde dans le sens noble du terme, les animateurs de Disney en ont fait une journée dans le domaine des dieux grecs au pied du mont Olympe. La séquence est pour Allan un répertoire d'images inspirées de l'art européen, grâce à l'influence discrète du suisse Albert Hurter,. Les décors d'Art Riley, Ray Huffine et Claude Coats s'inspirent de l'Art nouveau, bien que Pierre Lambert les qualifie de « kitsch ». Pour Allan, l'arrondi des montagnes du paysage et la stylisation des éléments de décors sont attribuables à Gordon Legg. Ward Kimball a animé le personnage de Bacchus et est, selon Lambert, la seule note de comique de la séquence. D'après Allan cette séquence, malgré le fait qu'elle compte à son crédit 26 personnes sans compter 64 mentionnés seulement dans la comptabilité du studio, est d'une qualité technique et esthétique inégale.
À l'origine, la séquence d'animation était prévue pour Cydalise et le Chèvre-pied de Pierné. La pré-production a débuté avec cette œuvre musicale. Le nid de pégase a été intégré à l'histoire dès le 26 septembre 1938, puis le 13 octobre George Stallings ajoute des éléments comiques comme les faunes chevauchant les licornes, suivi le 17 octobre par un développement de l'histoire des pégases. Une idée de Stallings consistant à faire apparaître des nymphes apparaît le 29 septembre, puis elle est développée le 13 octobre, les nymphes devenant des centaurettes puis la décision est prise de faire renaître les dieux de la Grèce Antique.
Albert Hurter réalisa les études préparatoires pour les centaures et centaurettes, s'inspirant par exemple de Franz von Stuck. Un autre artiste ayant influencé la séquence est l'allemand Heinrich Kley
La plupart des personnages prennent source dans les productions précédentes de Disney, essentiellement les Silly Symphonies, comme les bébés, faunes et angelots d'Au pays des étoiles (1938), ou les bébés de Les Bébés de l'océan (1938) et de Le Petit Indien (1937).
Le 2 novembre 1938, Disney décide que la musique de Pierné ne convient plus à l'animation car « pas assez expressive ». La production a toutefois été poursuivie. L'idée d'utiliser la Pastorale de Beethoven semble être apparue vers début novembre.
Après la décision de l'adapter pour la pièce beaucoup plus énergique de Beethoven, des problèmes sont survenus pour coller à la musique. Cette séquence a alors posé un nouveau problème, celui de la synthèse des quatre mouvements de la symphonie de Beethoven, d'une durée totale dépassant les quarante minutes, à moins de vingt. Malgré cela, pour Grant, cette contraction n'est pas ressentie lors de la visualisation de la séquence, ce que de nombreux musiciens contestent (voir ci-dessous).
Le premier mouvement présente les licornes, les satyres et la famille de pégases, c'est une invitation au monde mythologique. Le second mouvement dépeint la rencontre des centaures femelles puis des mâles, tous entourés par des chérubins, ainsi que la formation des couples, dont celui des deux esseulés nommés Brudus et Mélinda, et introduit plusieurs éléments comiques pour faire accepter au public américain la musique très sérieuse de Beethoven. Le troisième est la production du vin avec l'arrivée de Bacchus (en réalité Dionysos, car Bacchus est romain) installé sur un âne-licorne nommé Jacchus. Le quatrième mouvement voit l'apparition des divinités grecques qui semblent vouloir tourmenter les habitants. Zeus, aidé de Vulcain (en réalité Héphaïstos), tous deux animés par Art Babbitt, déclenchent un orage sur les centaures, satyres, licornes et pégases. Le cinquième mouvement est celui de l'apaisement avec d'autres divinités, Iris avec son arc-en-ciel, Apollon sur son char solaire, puis Nyx apportant la nuit, et enfin Diane pour la Lune.
Comme on peut le remarquer, alors que les personnages sont explicitement grecs, les noms qui leur ont été attribués par les artistes Disney sont souvent les équivalents romains.
| Nom dans le film | Nom grec du personnage |
| ---------------- | ---------------------- |
| Les faunes       | Les satyres            |
| Bacchus          | Dionysos               |
| Vulcain          | Héphaïstos             |
| Morphée          |                        |
| Nyx              |                        |
| Zeus             |                        |
| Iris             |                        |
| Apollon          |                        |
| Diane            |                        |

Concernant cette séquence, la synthèse de Beethoven ne fut pas le seul souci. La Commission Hays a ainsi imposé le port de soutiens-gorge floraux pour les centaures femelles,, afin que les scènes soient moins impudiques. D'après Koenig, le courrier de la commission est daté du 24 novembre 1939 et prévient Disney : « contre la possibilité de représenter avec trop de réalisme certains personnages tels que dans le second mouvement de la symphonie de Beethoven ceux décrits comme des centaures femelles. »

#### Une Nuit sur le Mont Chauve et Ave Maria, un final démoniaque, puis lumineux
John Grant note que la conclusion de Fantasia, avec la succession de Une Nuit sur le Mont Chauve et de l’Ave Maria de Schubert est principalement portée par l'image du démon Chernobog. Ce personnage a été animé par Bill Tytla et qui avec à peine une dizaine de secondes à l'écran a valu à Tytla une importante reconnaissance, et même le qualificatif de « génie ». Les esquisses préparatoires ont été réalisées au pastel par l'illustrateur danois Kay Nielsen engagé par Disney grâce à l'animateur Joe Grant,.
Tytla raconte à John Canemaker dans Cinéfantastique en 1976 qu'il a simplement lu un peu à propos de Moussorgski, ce dernier utilisant des termes ukrainiens comme « Chorni-bok », l'art noir et qu'il a adapté cette idée pour animer la séquence. D'après Lambert, la légende est la suivante, « tous les 24 juin, les sorcières organisent un sabbat sur la montagne Triglav près de Kiev », mais elle concerne le dieu Svarog/Bělbog, l'antithèse de Chernobog.
Allan indique que l'influence de l'œuvre de Nielsen est surtout visible dans les premières et dernières images du Mont Chauve - celles de paysages - et dans l’Ave Maria,, de même que l'influence du film Faust, une légende allemande (1926) de Friedrich Wilhelm Murnau. Les paysages évoquent les gravures de Hokusai ou de Hiroshige, car Nielsen était fasciné par l'art de l'Extrême-Orient. La partie de l’Ave Maria s'inspire elle de l'art romantique, sans pourtant atteindre la précision des œuvres européennes, notamment les œuvres « austères et mystiques » de Caspar David Friedrich.
Pour Grant, c'est l'animation de Chernabog qui donne à la séquence sa qualité de chef-d'œuvre, principalement avec son apparition au sommet de la montagne. D'un autre côté, l'animation emmène Disney sur des terres alors inconnues, « des eaux troubles », la portraitisation du démon, plusieurs décennies avant L'Exorciste (1973).
La séquence mêle des évocations érotiques dont les danseuses de feu nu, des idolâtries démoniaques, des revenants… avec des symboles chrétiens, comme le pèlerinage de torches dans une forêt à l'aspect gothique. Pour le spectateur moyen, la transition entre le Mont Chauve et l'Ave Maria est « un parfait contraste pour calmer l'influence du démon » mais certaines critiques arguent que de « proposer une telle juxtaposition avec les implications de ce drame nécromant est une mélange monstrueux de deux pièces de musique ».

### Un son à la hauteur de l'animation, le Fantasound
Fantasia est l'unique film à bénéficier du système Fantasound, un des tout premiers procédés stéréophoniques, ancêtre du son Surround, développé par William E. Garity et John N.A. Hawkins pour les studios Disney dès 1938-1940. Pour cela les studios Walt Disney Pictures ont achèté huit oscillateurs basse fréquence modèle 200B à la jeune société Hewlett-Packard, à 71,50 dollars chacun, pour synchroniser les effets sonores du film Fantasia.
Le chef d'orchestre Stokowski s'est beaucoup investi dans le film, et pour Leonard Maltin sa présence a sans aucun doute convaincu Disney de développer un système de rendu sonore de meilleure qualité que les systèmes d'alors. Disney a demandé à son équipe d'ingénieurs du son, alors dirigée par William E. Garity, de concevoir un système d'enregistrement et de restitution du son plus étendu pour le film. Barrier qualifie le système de « dimensionnel ». Les premières technologies de restitution sonore, comme le Vitaphone et le Movietone, n'avaient pas la restitution souhaitée, celle permettant de reproduire une salle de concert. Le système comprend 11 haut-parleurs, dont huit derrière l'écran sur deux rangées et trois à l'arrière de la salle.
L'ensemble des enregistrements représente 420 000 pieds (128 016 m) de bandes qui a été mixé et arrangé afin de tenir sur les 18 000 pieds (5 486,4 m) de la bande finale du film. La bande sonore du film a été enregistrée en 1938 lors d'une session de deux mois à l'Académie de musique de Philadelphie sur neuf canaux d'enregistrement, l'un pour l'orchestre complet et huit pour des sections spécifiques grâce à 33 microphones répartis dans l'orchestre.
Pour la restitution, Disney a fait construire un prototype par RCA, coût 100 000 USD, et ensuite plusieurs autres pour les salles de cinéma au prix unitaire de 30 000 USD,. Lors de la première projection à New York, sa salle de 2 000 places a été équipée du système de reproduction Fantasound, qui avec quatre bandes (dont une de contrôle) reproduisait les neuf bandes d'enregistrement, ensuite diffusées par 90 haut-parleurs.

## Sortie au cinéma

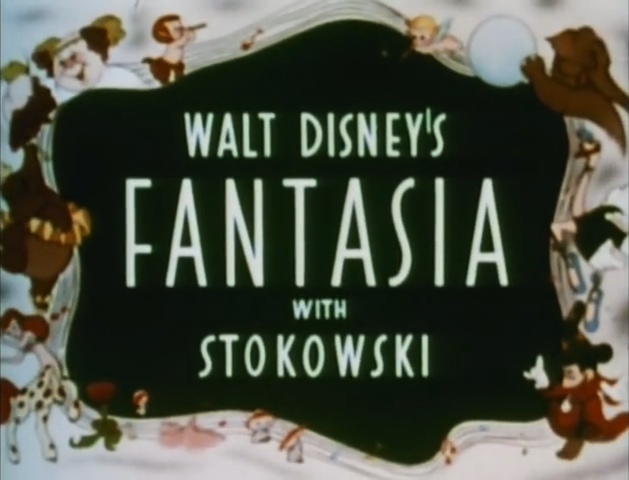
Image d'ouverture dans la bande annonce.

Avec tous ces éléments de production, le budget de Fantasia est estimé selon les auteurs à 2,2, 2,25, 2,28, ou 2,3 millions de USD,, à comparer avec celui de Blanche-Neige voisin de 1,5 million,,, et surtout celui de Pinocchio sorti la même année et approchant les 2,6 millions de USD,,,. Jerry Beck précise que la musique à elle seule a coûté 400 000 USD.
Au début de l'année 1940, le studio Disney profite d'une aura prestigieuse, celle de produire des films de qualité, la sortie récente de Pinocchio succède à Blanche-Neige, tous deux acclamés pour leurs qualités. Au mois de mars 1940, le court métrage Le Vilain Petit Canard (1939) devient « le numéro Six de la parade de court métrage Disney gagnant un Oscar, six années de suite ». Ces éléments confortent Disney dans son idée de programmation culturelle de qualité pour Fantasia.

### Deux exploitations, difficiles
Walt Disney avait souhaité une première diffusion itinérante, comme une tournée de concerts traversant les États-Unis avec le système Fantasound, mais il doit se résoudre par la suite à proposer le film dans les salles de cinéma traditionnelles.

#### Un spectacle itinérant

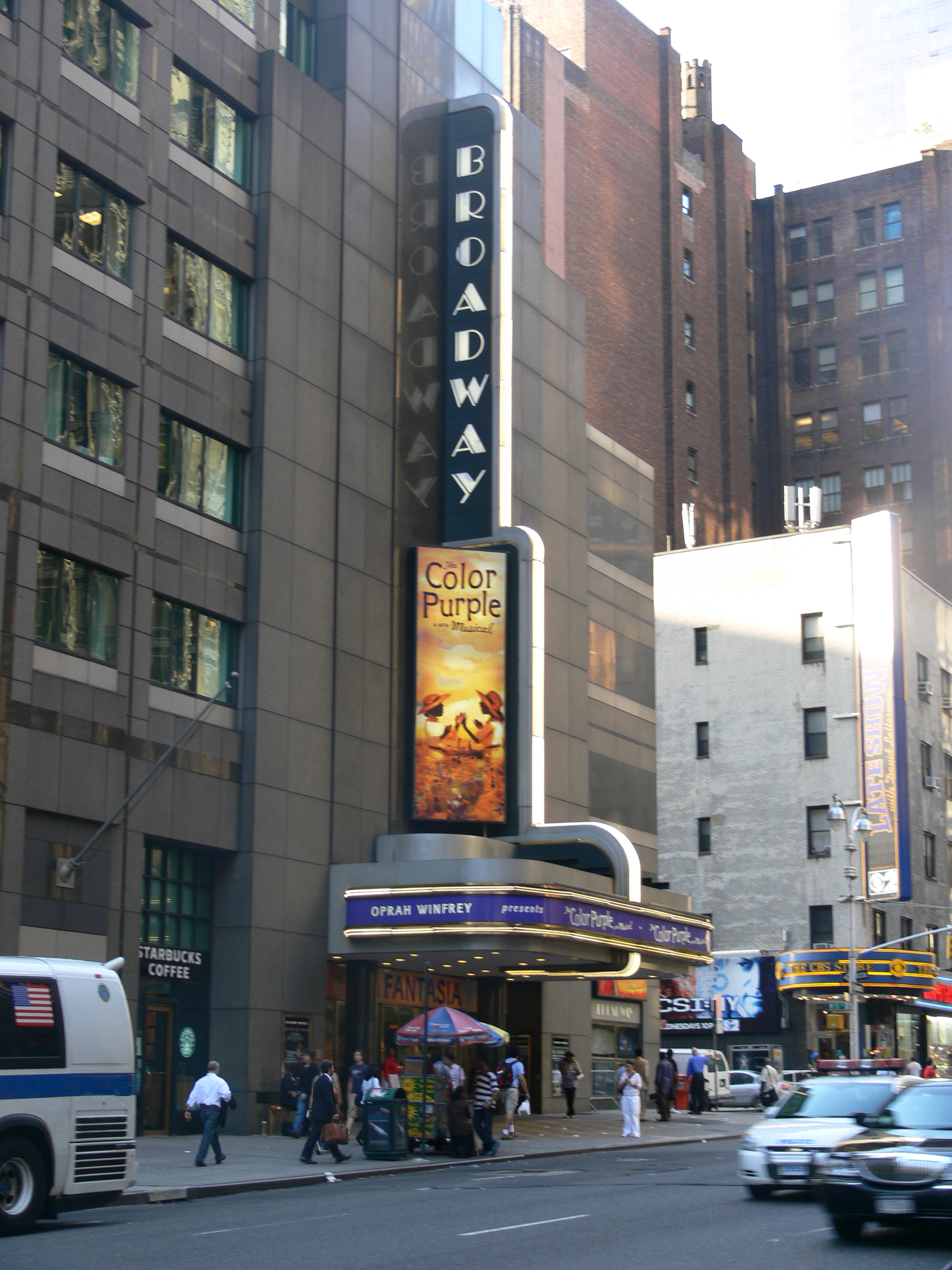
Façade du Broadway Theatre à New York.

Le concept de spectacle cinématographico-musical évolutif explique en partie que la sortie initiale américaine du film a lieu sous la forme d'un spectacle itinérant, débuté le 13 novembre 1940 au Broadway Theatre de New York, distribué par Walt Disney Productions,, et non RKO Pictures comme les autres productions d'alors. Cette forme de distribution, assurée directement par le producteur, était dans les années 1930 réservée aux productions de prestige, les représentations étaient souvent accompagnées d'une exposition mais elles étaient restreintes aux seules grandes zones urbaines. Afin d'aider les spectateurs à la compréhension du film, le studio Disney a fourni un livret de 32 pages expliquant les idées du film et donnant des informations sur chaque œuvre musicale, livret fourni dans toutes les salles entre 1940 et 1941. Cela a aussi permis aux spectateurs, manquant de connaissances ou de suffisamment de recul, de ne pas se contenter des seules interprétations et jugements des critiques. Lors de la sortie, le programme souvenir du Broadway Theatre, ex-Colony Theater où était sorti le premier Mickey Mouse Steamboat Willie en 1928, mentionnait que « de temps en temps l'ordre et la sélection des compositions de cette programmation pourra changer. » Walt Disney espérait ainsi faire de Fantasia un événement culturel plus qu'un film. Pour démarcher les salles de spectacles et vendre les équipements Fantasound, le studio engage des représentants de commerce comme Irving Ludwig qui deviendra président de Buena Vista Distribution.
La première à New York faillit ne pas avoir lieu en raison d'une mésentente syndicale au sujet de la juridiction pour l'installation des équipements sonores Fantasound, entre l'Alliance internationale des employés de scènes de théâtre et la Confrérie internationale des ouvriers électriciens, mais finalement un compromis paritaire avec des roulements sur 24 heures a été trouvé.
Les événements ont ensuite empiré. D'un côté, les problèmes liés aux équipements Fantasound nécessitaient de patienter mais de l'autre les appuis de Disney ne pouvaient pas attendre la fin de la Guerre, il semble que le problème principal était la livraison. Les spécificités techniques du Fantasound nécessitaient des investissements importants pour les cinémas. La seconde salle équipée en Fantasound n'ouvrit à Los Angeles que trois mois plus tard, en janvier 1941 puis dans douze salles supplémentaires dans les mois qui suivirent.
Maltin évoque aussi une raison d'État, lorsque le douzième système Fantasound a été livré, le gouvernement a rappelé à RCA et à Disney que la priorité était la défense nationale, stoppant la production de nouvelles unités. Avec ces douze équipements Fantasound disponibles, la sortie nationale prévue avec cette qualité dans 76 salles est devenue impossible. Le film n'a donc pu être diffusé dans sa version de production que dans 14 salles. Un des obstacles au projet de « film-concert » a donc été l'investissement dans l'équipement Fantasound (Voir Ci-dessous).
Cette exploitation fut pour John Grant « presque un désastre » car comme chacun sait « le public vote avec ses pieds » et peu de personnes sont allées voir cette première sortie, bien qu'elle se soit ensuite étalée sur un an. Grant donne comme explication le nombre de salles limité à 14 mais aussi que le public potentiel était « réticent par le côté culturel apparent du film, préférant un loisir plus léger que Bach, Beethoven, Stravinsky ou Dukas ». Cette version itinérante était pourtant avec une durée de deux heures, la version originale.
Elle poursuivit son périple durant un an mais comme l'installation du système Fantasound, permettant une écoute stéréophonique à chaque étape, se révéla trop coûteuse, elle dut être abandonnée. Le rapport annuel de 1940 indique un résultat d'exploitation pour le spectacle itinérant de 325 183,91 USD, loin des 2,3 millions de coût de production. Dans de nombreux cas, le coût d'installation dépassait les revenus escomptés et donc les salles refusaient l'installation.

#### Une sortie normale mais dans un climat difficile

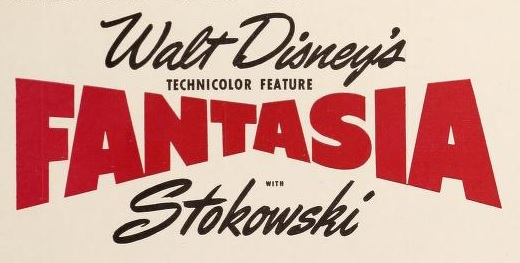
Encart publicitaire de 1942.

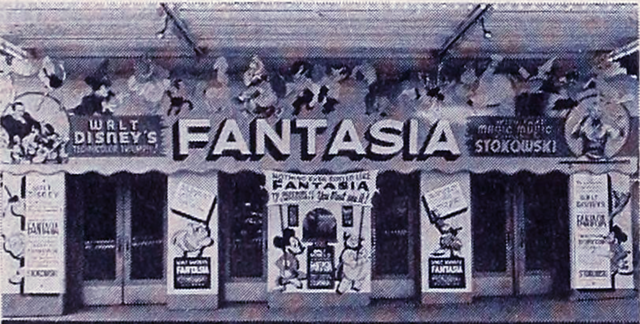
Entrée du Parkway Theater de Madison, Wisconsin en 1942.

Une version « avec une bande sonore plus conventionnelle » (selon Maltin) et « moins longue selon le souhait du distributeur » (selon Grant) a été produite,.
Cette nouvelle version a été écourtée à 88 minutes, principalement en coupant les intermèdes et les interventions du narrateur, puis distribuée sur tout le territoire américain par RKO Pictures, à partir du 29 janvier 1941,,. Grant précise que RKO insista auprès de Disney pour écourter le film mais qu'il refusa de le faire, l'auteur des coupures n'étant pas précisé.
Disney avait déjà tenté de compenser le faible résultat de Pinocchio en ressortant Blanche-Neige et les Sept Nains aux États-Unis et au Canada dès juillet 1940, couplé à quatre courts métrages, il ne pouvait le refaire. Malgré la sortie de Fantasia dans des salles conventionnelles, l'ambiance ne s'est pas arrangée pour autant et quelques mois plus tard, la grève des studios Disney éclate.
Le résultat financier de Fantasia est aussi faible que celui de Pinocchio, ce dernier s'expliquant entre autres par l'absence des revenus du marché européen, qui représentent à l'époque 45 % des revenus des studios Disney,, en raison du déclenchement de la Seconde Guerre mondiale,,. Bambi tout comme Fantasia est un gouffre financier qui récolte peu d'argent en salle.
Si le premier long métrage a été mené à terme, l'idée de l'évolution a en revanche été abandonnée. Finalement, l'aventure Fantasia est pour Walt Disney une source de plusieurs déconvenues : arrêt du projet de concert itinérant, obligation de faire une version écourtée pour satisfaire son distributeur, et résultat financier qui étouffa le projet de programme évolutif. Le principe des séquences a été réutilisé pour d'autres films, principalement dans les années 1940 afin de compenser les faibles revenus de Pinocchio et Fantasia en raison de la Seconde Guerre mondiale. Au milieu des années 1990, le neveu de Walt, Roy Edward Disney, reprit le concept et lança la production de Fantasia 2000 (1999).

### Le film à travers les décennies et les suppressions de contenu raciste
Malgré ses sorties initiales désastreuses, le film a été ressorti à de nombreuses reprises et le projet de film évolutif reste ancré dans l'histoire de Disney. Pour Grant, depuis sa sortie le film Fantasia a gagné le cœur du public, faisant oublier ses débuts « pitoyables » peut-être « grâce à une libéralisation artistique qui rejette le faux purisme pour une expérience multimédia » ou peut-être « pour se faire l'avocat du diable à cause de notre manque d'esprit critique par rapport à nos aînés ».
Maltin énumère d'abord les ressorties suivantes 1946, 1953, 1956, 1963, 1969 puis déclare qu'ensuite le film est en perpétuelle représentation, le site IMDB confirme ces dates pour les États-Unis et ajoute 1977, 1982, 1985 et 1990. Dans les années 1950, le film a été projeté au format Superscope, un format élargi qui aurait été souhaité par Disney pour le film. Jimmy Johnson mentionne une douzaine de représentations entre 1940 et 1975 au Trafalgar Studios (en) à Londres.
La création à l'automne 1956 de Disneyland Records pour éditer des disques racontant l'histoire de Pinocchio, a permis l'édition en 1957 d'un coffret de trois disques comprenant l'intégrale de Fantasia,. À cette occasion, le directeur de la jeune société, Jimmy Johnson a dû négocier avec Stokowski les droits de reproductions phonographiques, qu'il accepta à la condition sine qua non de 5 % de royalties pour lui et 2,5 % supplémentaires pour l'association de l'orchestre de Philadelphie.
Dans les années 1960, une scène montrant le petit pégase noir, nommé Baby Pegasus et cirant les sabots de ses frères et sœurs de couleurs plus claires, a été coupée à la suite de plaintes pour racisme, à l'époque la plupart des cireurs de chaussures américains étaient encore issus de la population noire,. Koenig indique que c'est une centaurette au buste d'ébène et non un pégase, tandis que la présence de deux centaurettes au corps de zèbre entourant Bacchus a été réduite à une furtive apparition. Les coupes ont été faites sans prendre le soin de resynchroniser les parties adjacentes. Le magazine Arrêt sur images date cette coupe de 1969 et indique que c'est une petite centaurette afro-américaine nommée Sunflower qui a été retirée de la séquence de La symphonie pastorale pointée comme un stéréotype raciste. Elle leur cire les sabots, les aide à se faire belle, etc., et déroule même plus tard le tapis rouge pour Dionysos.
La ressortie de 1969 a provoqué un autre phénomène lorsque le mouvement hippie a expérimenté le film sous l'influence de psychotropes hallucinogènes. David Koenig y voit un revival du film, qui sera suivi par celui d’Alice aux pays des merveilles (1951). La chaîne de cinéma National General Theaters a même lancé une campagne de publicité vantant Fantasia comme un second Easy Rider (1969).
En 1977, une version du film a été produite avec un son remixé sur des canaux stéréophoniques mais des responsables du studio ont proposé de refaire à nouveau la bande sonore en utilisant l'avancée technologique alors naissante du Dolby Stereo. Irvin Kostal, arrangeur sur Mary Poppins (1964), a supervisé cette nouvelle adaptation, sortie en Dolby en 1982, et son travail a consisté à recréer l'enregistrement de Stokowski, agissant parfois image par image,. L'adaptation a aussi été proposée la même année en CD. Son travail a permis de minimiser la coupure sonore provoquée par l'absence d'une scène avec le pégase/centaure noir coupée depuis les années 1960 pour raison raciale,. Cette version est aussi marquée par la disparition de la voix de Deems Taylor dont la narration est désormais prononcée par l'acteur Tim Matheson. Ces changements ont d'après Maltin énervé les puristes de Disney. Dans les années 1980, le support vidéo a modifié le planning Disney de ressorties régulièrement au profit d'un système de sorties programmées sur des fenêtres courtes comblant une pénurie artificielle. Le film ressort début mai 1980 au Ziegfeld Theatre à New York en raison des mauvais résultats du film Les Yeux de la forêt (1980).
En 1990, le film a été restauré d'après les négatifs originaux du film, supprimant les arrangements de Kostal, pour fêter le cinquantième anniversaire du film, comprenant une édition vidéo,. L'édition vidéo, avec plus de 9,1 millions de copies, a été un succès commercial. Cet événement a été couplé avec la découverte d'un moyen de restituer entièrement une séquence alors considérée comme à jamais perdue, Clair de lune. (Voir ci-dessous)

#### Persistance du concept de film musical évolutif
Le projet de film musical évolutif n'a pas fonctionné au début mais les projets entamés ont été utilisés pour les productions suivantes à l'instar de Clair de lune et Pierre et le Loup toutes deux utilisées comme séquence dans La Boîte à musique (1946) ou le Vol du bourdon utilisé pour Bumble Boogie dans Mélodie Cocktail (1948). Les séquences de Pierre et le Loup et de Bumble Boogie n'avaient pas encore été entamées lors de la sortie de Fantasia mais furent réalisées par la suite.
Durant les années 1980, différents projets ont émergé, dont l'un évoqué par André Previn dans son mémoire No Minor Chords et proposé par Jeffrey Katzenberg de faire un Fantasia consacré à la musique des Beatles. D'après Charles Solomon, le studio relance l'idée d'une suite de Fantasia intitulée Musicana en 1982,. Elle comprend une séquence avec Mickey basée sur le conte Le Rossignol et l'Empereur de Chine d'Andersen et la musique Le Rossignol d'Igor Stravinsky,. Mais ce projet est abandonné au profit du court métrage Le Noël de Mickey (1983) et aucune des idées de ce projet n'a été reprise dans Fantasia 2000 (1999),. Pour Grant le projet de haute qualité Musicana n'a pas pu voir le jour en raison du non-renouvellement des animateurs après plusieurs années de réduction des productions.
Dans les années 1990, le studio d'animation Disney est sous la direction de Roy Edward Disney, neveu de Walt, qui relance le projet Fantasia avec de la musique classique, ce sera Fantasia 2000. Mais à cette période, avec la sortie du film en vidéo, support inexistant lors de la production, et à l'instar de Peggy Lee pour La Belle et le Clochard (1955), l'orchestre du film a poursuivi avec succès le studio pour obtenir des dédommagements sur les revenus de la vente des cassettes.

#### Clair de lune, la huitième séquence
Parmi les séquences supplémentaires prévues pour le film, l'une est particulièrement marquante. Le court métrage Clair de lune, basé sur Clair de lune de Claude Debussy, était presque terminé, totalement animé et sonorisé. Il était inclus dans la programmation jusqu'en juillet 1939 mais n'est jamais sorti,. Au début de l'année 1940, cette huitième séquence de Fantasia n'a pas été intégrée au film en raison de la longueur avec les sept séquences existantes.
En février 1942, le film a été peint et encré pour ensuite être filmé en Technicolor mais il n'a pas été diffusé. En 1946, il a malgré tout été entièrement retravaillé, coupé et réenregistré, pour devenir la séquence Blue Bayou de La Boîte à musique (1946),, diffusé « incognito » d'après Maltin. Jusqu'en 1992, les tentatives de recréer la version originale de Clair de Lune ont échoué en raison de l'absence des animations coupées pour Blue Bayou et des sections avec Stokowski. Cette année-là, une version de travail de la séquence sur film nitrate a été retrouvée et a permis après restauration de retrouver l'œuvre voulue par Disney. D'après le copyright présent au début du film, la version a été finalisée en 1996
- Réalisateur : Sam Armstrong assisté de Lloyd Richardson
- Direction musicale : Ed Plumb
- Animateurs : Cy Young, Bob Totten, Broni Nelken, Harry Hamsell, Noel Tucker
- Layout : Robert Cormack, Van Luven
- Décors : John Hench, Nino Carbe et Nick Stahley
- Vérification : V. Papineau, Byron McRae, Tom Conneally

## Analyse du film et accueil par les critiques
Steven Watts écrit que Blanche-Neige et les Sept Nains, Pinocchio, Fantasia, Dumbo et Bambi sont devenus un élément central et parfois adoré de l'héritage du studio en définissant un jalon créatif et en présentant une imbrication complexe d'éléments artistiques et de divertissements. Le film Fantasia, de par sa nature composite, est difficilement analysable dans son ensemble ; toutefois des axes communs soutiennent les différentes séquences ainsi que les autres productions Disney de l'époque. C'est sous cet angle que l'œuvre est la plus étudiée en dehors des analyses très nombreuses séquence par séquence. Le critique du Punch Richard Mallet déclare ainsi : « il est extraordinairement difficile de dire quelque chose d'utile à propos [du film]… Mais bien sûr l'ensemble est un intéressant patchwork ». La réception du film par les spécialistes - les critiques - est caractérisée par un ton qui offre l'impression « qu'ils n'ont pas toujours été tendres avec Fantasia », mais qu'ils se sont souvent concentrés sur l'un des aspects du film, principalement selon leur métier, leur domaine d'expertise.
L'axe principal souvent abordé mais rarement analysé est celui qui a donné naissance au film, l'amélioration constante des productions Disney. Un autre point récurrent est l'évocation du concept même du film. De nombreux auteurs listent les emprunts à des artistes, pour la très grande majorité européens, de toutes les formes d'art.
Allan mentionne deux autres axes : le thème cyclique de l'ordre naturel, repris par Cartmill (voir ci-dessous) et le thème de l'exercice de ce pouvoir dominant cette nature.

### Innovation et technologie
Le film Fantasia démontre l'importance accordée à l'innovation et à l'usage de la technologie dans l'histoire de Walt Disney et de son studio. Pour preuve, la sortie du film a été accompagnée en janvier 1941 par un article dans la revue Popular Science mais aussi les Oscars d'honneur accordés pour le Fantasound et l'œuvre Fantasia. À l'époque Walt Disney est dans une période faste, il est alors selon Robin Allan « le sorcier ou Zeus contrôlant les éléments ». Depuis le premier Mickey Mouse en 1928, les productions de Disney sont synonymes d'innovations, avec l'usage du son synchronisé, de la couleur, du premier long métrage, de l'usage de la caméra multiplane pour les plus célèbres. L'attitude de Walt est basée sur son « insistance à l'excellence technique », « son sentiment de vendre ses films comme des œuvres ». Allan ajoute que Disney et Stokowski « éprouvaient un enthousiasme enfantin pour la technologie ».
Allan fait du film un développement des Silly Symphonies qui « exploraient la musique et l'animation sans personnage spécifique ou de recours aux gags », dont Vilain Petit Canard marque l'arrêt en avril 1939. Cette série de courts métrages, tout comme les Mickey Mouse, utilisent depuis presque leurs débuts des extraits de musique classique.
Pour Maltin, Fantasia est un « hommage à la virtuosité de l'équipe d'animateurs et d'artistes de Walt Disney » après tous les efforts produits durant les années 1930, sur les Mickey Mouse, les Silly Symphonies, Blanche-Neige et les Sept Nains (1937) et aussi Pinocchio.
L'une des raisons de cette virtuosité est le programme de formation des animateurs. Certains animateurs craignaient que cette recherche de la qualité allait les pousser vers un réalisme total dans l'animation, à leur sens désastreux mais comme une réponse à leur crainte, le film Fantasia montre que « leur art, avec l'aide de l'imagination et des technologies, pouvait offrir l'occasion de rendre visible la fantaisie, chance qui ne se représenterait jamais plus ». Fantasia est la première tentative de Walt Disney, et sa dernière, de réaliser un film ayant pour ambition d'être une œuvre d'art. Maltin annonce que beaucoup de critiques « ont félicité Disney pour sa hardiesse en entreprenant en premier une telle expérience ».
Parmi les innovations utilisées ou non, on peut citer :
- l'usage intensif de la caméra multiplane[55]
- utilisation d'aérographe et d'une peinture transparente spéciale[36]
- le système Fantasound
- la diffusion sur écran large[47],[126]
- les lunettes polarisantes pour Toccata et Fugue en Ré Mineur[25],[126]

Walt Disney déclara lors de la sortie du film : « Fantasia est intemporel. Il peut continuer dix, vingt, trente ans. Fantasia est une idée en elle-même. Je ne pourrai jamais refaire un autre Fantasia. Je peux l'améliorer. Je peux le détailler. C'est tout »,. C'est peut-être plus qu'un hommage si le nom du magicien visible dans la séquence de L'Apprenti sorcier est Yensid, l'anagramme inversé de Disney.
Mais comme le fait remarquer Allan, les mauvais résultats de Pinocchio et Fantasia ainsi que la grève des animateurs de son studio, donne à la séquence de l'Apprenti Sorcier des allures de prémonitions et encore plus quand on considère Mickey comme l'alter ego de Walt.

### Le concept décrié de visualisation musicale
Le musicien Martial Robert déclare que Fantasia est la seconde tentative de rapprocher la musique et l'image, avant la création de la télévision, le film devenant un peu le précurseur du média, Disney ayant fait une première tentative avec les Silly Symphonies.
Mais ce n'est pas la première tentative de rendre la musique visuelle. Allan évoque ainsi le Clavilux du danois Thomas Wilfred, un orgue relié à un système projetant de la lumière sur un écran, inventé dans les années 1920. Stokowski s'en servit même dans une représentation de Shéhérazade de Rimski-Korsakov et dans une de Prométhée d'Alexandre Scriabine. Walt Disney se souvient même d'en avoir vu une démonstration en 1928, ce qui semble probable car Wilfred présenta son invention en 1925 à Paris lors de l'Exposition Art Déco ainsi qu'une tournée aux États-Unis qui passa par Los Angeles à la Neighborhood Playhouse. De plus, l'artiste suisse Charles Blanc-Gatti, artiste abstrait et musicien-coloriste qui participa à l'exposition parisienne de 1925, approcha Walt Disney lors de son voyage en Europe en 1935 pour lui proposer de réaliser un film abstrait, proposition que Disney déclina. Lors de la sortie européenne en 1946, des critiques comme D. Chevalier ont rappelé que « pour la plupart, des idées, formes et personnages de Fantasia ont été pris d'un catalogue d'une exposition de peintres musicaux tenus à Paris en 1932 ».
Peu avant la première de Fantasia, le New York Times Magazine écrit : « Le Disney qui a rendu les personnages de contes de fées vivants a ici libéré la musique de la scène, l'a fait couler et surgir de l'auditorium, et lui donne une nouvelle dimension et une nouvelle richesse ». Malgré les prouesses d'animation réalisées auparavant, Disney a été jugé avec Fantasia « non plus dans la sphère sans prétention de l'enfance et des contes de fées mais dans l'arène du Grand Art ». Maltin et Telotte annoncent que le premier point objecté par les critiques est l'idée, le concept même de Fantasia : la visualisation de la musique ; cet art n'étant pour beaucoup pas prévu pour être visualisé et qu'en « faisant ainsi, (Disney) retire l'une des qualités intrinsèques de la musique, celle de laisser l'auditeur créer son propre concept de pensées »,.
Pour Michael Barrier, « Fantasia est de loin le plus ambitieux des films de Disney ». Pour Daniel Goldmark, Fantasia est « la plus ambitieuse tentative d'intégrer la musique classique à l'animation » et « fournit une vision très positive de la culture de la salle de concert et des personnes qui font sa musique ». L'accomplissement technologique du Fantasound, qui précède de 10 ans le son surround, a permis au studio Disney de gagner une source de prestige. Alors que la musique est souvent une source d'inspiration pour les films d'animation, la principale différence entre Fantasia et les autres films d'animation, de Disney ou des concurrents comme Warner Bros., est qu'avec Fantasia, la musique n'est pas un ressort du comique mais doit être prise sérieusement et grâce sa longueur, accorde un prestige, une force à la musique, un « hommage bien intentionné aux canons de cet art ». Goldmark remarque aussi qu'a l'inverse des nombreux courts métrages qui usent de musique classique (dont les Silly Symphonies de Disney) et « semblent être passés en dessous des radars des critiques musicales », le film Fantasia a été largement l'objet de critiques ou revues.
Bill Capodagli et Lynn Jackson écrivent que « le partenariat avec Stokowski a bien servi Disney au sens créatif et artistique et représente une grande avancée dans la fusion de l'animation, de la couleur et du son » et que « même si le film fut un échec financier… il apporta de riches leçons et une connaissance qui peut toujours être réutilisée »
Pierre Lambert résume ainsi les critiques après l'avant-première du 13 novembre 1940 à New York : « les critiques unanimes saluèrent Mickey dans son plus beau rôle, mais estimaient le film inégal et trop long, malgré son audace et son originalité. Les principaux reproches concernaient les libertés prises par Stokowski autour de l'interprétation musicale », et il conclut ainsi « Fantasia figure aujourd'hui parmi les classiques du cinéma mondial ».
Maltin évoque que durant les années 1970 certaines séquences étaient considérées comme des expériences psychédéliques à voir sous l'influence de drogue,, la réponse d'Art Babbitt sur ce point à propos de la séquence des champignons qu'il anima, fut qu'il était lui aussi drogué au Ex-Lax et au Feenamint (deux laxatifs).
À la même période, Stokowski lors d'une rencontre avec un journaliste au Royal College of Music en 1971, évoque les nombreuses lettres de personnes le remerciant d'avoir fait Fantasia, de leur avoir permis avec ce film d'exorciser leurs peurs irraisonnées d'aller dans une salle de concert et d'aimer les chefs-d'œuvre de la musique.

### Les emprunts artistiques à l'Europe

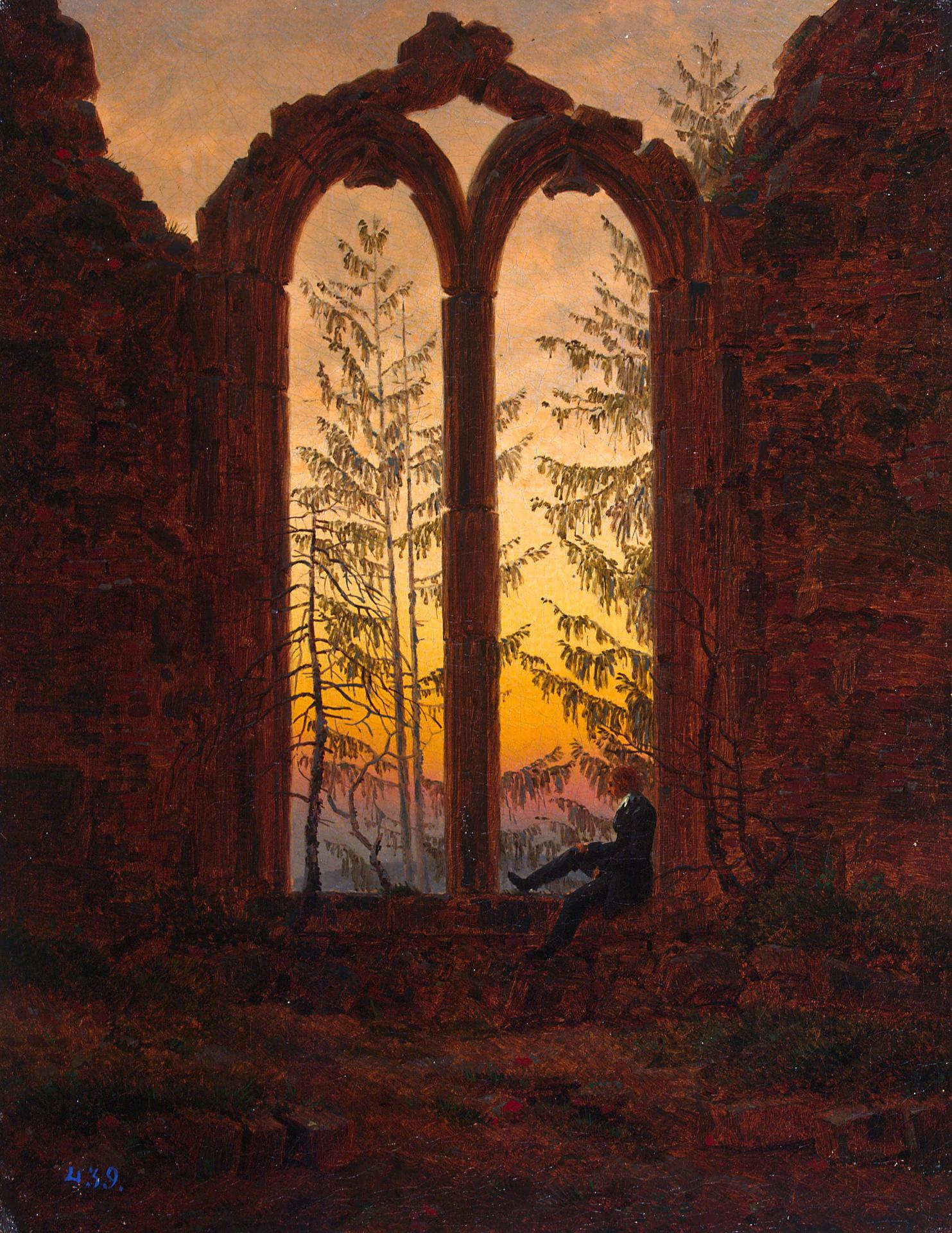
Le Rêveur de Caspar David Friedrich.

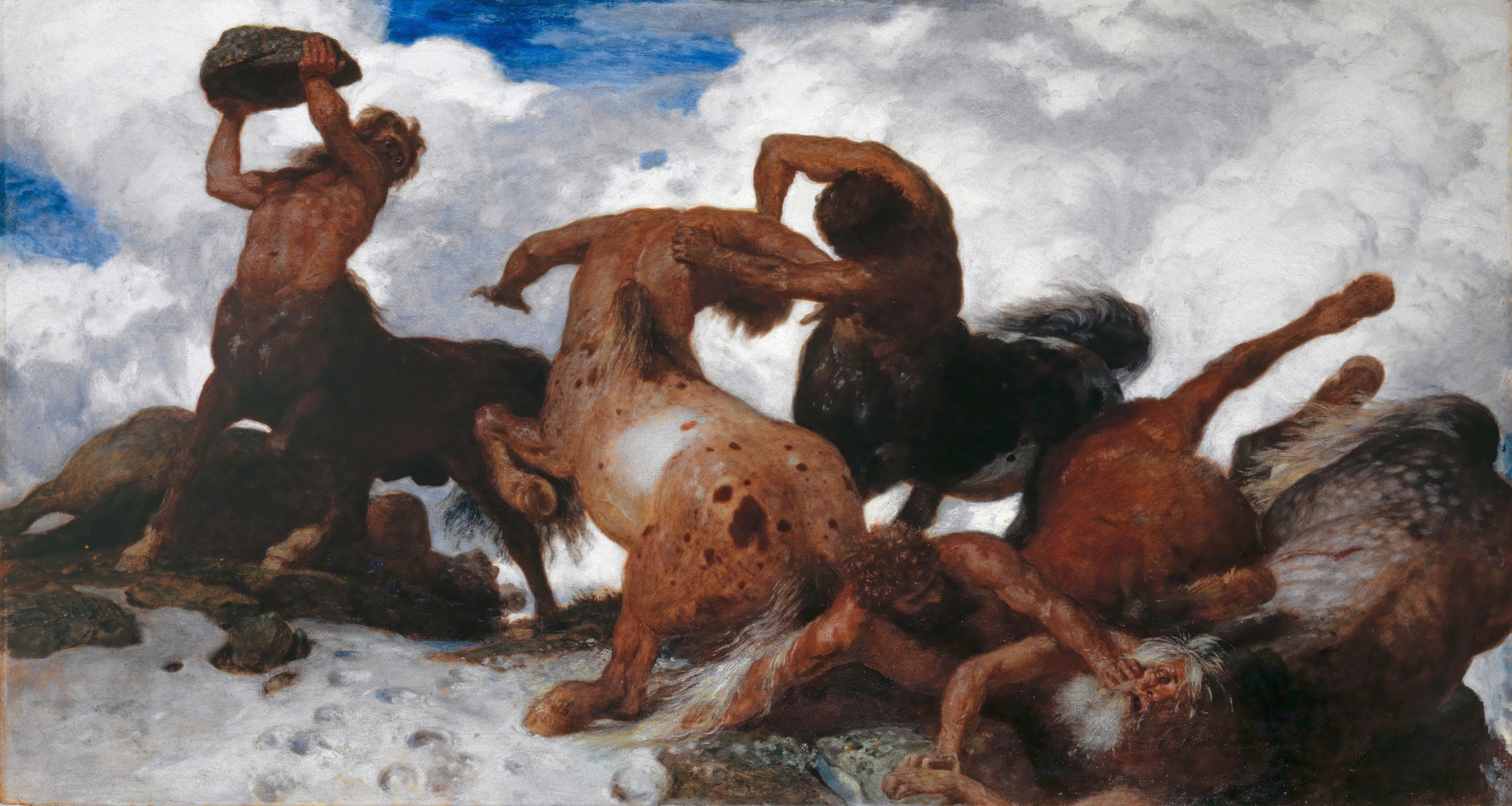
Kentaurenkampf d'Arnold Böcklin.

A Naiad ou Hylas with a Nymph de John William Waterhouse.

Alors que Pinocchio est essentiellement influencé par Gustaf Tenggren et Albert Hurter, tous deux déjà à l'œuvre sur Blanche-Neige et les Sept Nains,, pour Allan, le style de Fantasia est « plus disparate et éclectique ». Il décrit Fantasia comme « un répertoire composite foisonnant d'images tirées de l'art occidental ».
Le film a absorbé les sources européennes et les a recréées pour le public de masse américain sous une grande variété de styles, allant de l'académique à l'art nouveau en passant par l'art abstrait. Le style prédominant reste l'art déco présent dans quatre, presque cinq des huit séquences.
Toutes les œuvres musicales sont d'auteurs européens ou russes. D'après Allan, Fantasia montre qu'un « souci de vulgarisation de la musique classique et moderne est bien présent ». Allan évoque ainsi l'utilisation du schéma d'un théâtre grec pour le décor de la Danse des Heures.
Plusieurs auteurs s'accordent sur une forte influence allemande. Pour Girveau, le film Fantasia avec Une nuit sur le mont Chauve/Ave Maria et L'Apprenti Sorcier, montre la forte influence de l'art allemand, l'expressionnisme, mais aussi la littérature, la peinture et la gravure rappelons par exemple que le poème L'apprenti sorcier est de Goethe tandis que les effets de lumière d’Une nuit sur le Mont Chauve rappellent ceux du Faust de Murnau. Les œuvres empreintes d'anthropomorphisme de l'allemand Heinrich Kley ont influencé les représentations des danseurs de La Danse des heures,. Oskar Fischinger, réalisateur allemand, a travaillé sur des œuvres abstraites et après son départ, il a inspiré les « images fugitives » de Toccata et Fugue en Ré Mineur. L'Ave Maria s'inspire de l'art romantique notamment Caspar David Friedrich. L'expressionnisme allemand est présent dans l'Apprenti Sorcier et Une Nuit sur le Mont Chauve.
La séquence Casse-noisette, avec sa végétation, ses danses et l'utilisation des fées, prend ses racines dans des œuvres britanniques comme Le Songe d'une nuit d'été de William Shakespeare ou des préraphaélites comme William Holman Hunt, Richard Dadd mais aussi le français Gustave Doré.
Allan décèle plusieurs sources d'inspiration pour la Symphonie Pastorale, marquée par l'influence du suisse Albert Hurter, et de l'Art nouveau :
- pour les faunes, centaures et centaurettes, l'allemand Franz von Stuck et le suisse Arnold Böcklin[106], ainsi que l'anglais John William Waterhouse avec ses tableaux de nymphes[100]
- à nouveau Böcklin pour le décor tel l'arrière-plan fugitif d'une île évoquant L'île des Morts[106].
- le français Emmanuel Frémiet avec sa sculpture Pan et oursons[106]
- l'allemand Philipp Otto Runge, artiste préromantique, pour les chérubins, inspirés des putti de la série Les Heures du Jour[106].
- L'illustrateur danois Kay Nielsen a travaillé sur Une Nuit sur le Mont Chauve et Ave Maria[76],[121].
- Le film Faust, une légende allemande (1926) de Friedrich Wilhelm Murnau[123]
- la parade des centaurettes évoque celle devant les physiciens dans le tableau A Visit to Aesculapius (Une Visite à Esculape, 1880) du peintre anglais Edward Poynter[198]

Pour Alfred Berchtold, le film Fantasia inspire au compositeur suisse Émile Jaques-Dalcroze des réflexions sur « l'œuvre d'art synthétique », une œuvre qui permet d'aller plus loin dans l'interpénétration des arts, plus loin que le théâtre où « les éléments du spectacle restent souvent hétérogènes ». Jaques-Dalcroze déclare à propos du film « qu'un art nouveau est né, qu'une porte est entrebâillée sur l'avenir ».
Allan note toutefois une cohésion stylistique dans Fantasia, partiellement basée sur l'Art déco, très présent à l'époque dans l'architecture, et repris dans de nombreux édifices californiens publics ou non. Dans Fantasia, Allan retrouve le style éclectique de l'art déco dans les formes semi-abstraites de la Toccata et fugue, les paysages de Casse-noisette et la Symphonie Pastorale, dans les décors de la Danse des Heures et dans la plastique de l'Ave Maria.

### Mythologie, religion et pouvoir de la nature
Le film se base pour plusieurs séquences sur des histoires européennes. Ces éléments sont empreints de mysticisme, au sens large : dans un monde régi par des forces incomprises, d'autres forces contrarient l'ordre naturel des choses, avant le retour au calme.
- La mythologie grecque pour la Symphonie Pastorale.
- Le poème Der Zauberlehrling écrit en 1797 par Goethe
- La légende ukrainienne du Triglav pour Une Nuit sur le Mont Chauve[76].

Au-delà de ces emprunts facilement identifiables à l'Europe, Fantasia fait écho à une forme d'animisme, terme philosophique en vogue dans une Europe qui redécouvre à la fin du XIXe siècle les cultures primitives. Allan évoque l'ordre naturel, le cycle de la nature et les forces qui l'habitent. Mark Pinsky écrit que « malgré l'absence d'une histoire unificatrice, Fantasia offre des images et des séquences avec des implications et des messages : inspiratrice et dérangeante, subtile et forte, scientifique, païenne et chrétienne ».
Matt Cartmill considère que les séquences Une nuit sur le Mont Chauve/Ave Maria et L'Apprenti Sorcier, à l'instar de nombreux courts métrages de Disney notamment des Silly Symphonies, possèdent une structure narrative harmonie-chaos-harmonie, durant laquelle « à partir d'une harmonie initiale, le monde évolue dans le chaos et retrouve à la fin son harmonie ». Allan parle à ce propos d'un « ordre naturel perturbé, qui évolue, renait, se développe dans une ultime harmonie ».
Allan évoque aussi la présence de nombreux éléments de la nature associables à une force : l'eau coule dans presque toutes les séquences, les monts sont l'habitat de pouvoir prodigieux, les sorciers existent, les dieux dirigent le monde, les fées provoquent les saisons… Johnston et Thomas considèrent le déchaînement des éléments comme la représentation de la Nature brutale à l'image du feu de forêt dans Bambi (1942) ou la scène de la marée montante dans la caverne des pirates des Aventures de Bernard et Bianca (1977).
Ce sont les forces de la nature qui imposent l'ordre au monde. L'eau et le soleil sont les deux éléments moteurs. Le soleil provoque la mort des dinosaures dans le Sacre du Printemps, les saisons dans Casse-noisette aidé par des fées, il fait naitre un ballet dans la Danse des heures, dissipe la tempête dans la Pastorale et calme le monde durant l'Ave Maria à la fin du film. De son côté, l'eau est le fil conducteur de Casse-noisette, un élément vital dans Sacre du printemps donnant la vie par sa présence et la reprenant par son absence, est visible sous la forme de rivière, lac, fontaine, pluie, glace, flocon, rosée, fumée… Le flot de l'eau est parfois naturel, parfois contrôlé.
Pour Allan, ces deux forces naturelles, le soleil et l'eau, ainsi que la représentation cyclique, sont caractéristiques des sociétés vivant dans des pays au climat variable, à l'instar de l'Europe. Les forces sont exercées par des autorités essentiellement masculines. Dans le film, Zeus rappelle à l'ordre Bacchus enivré, Apollon ramène le soleil après la tempête, Chernabog est un démon masculin. Allan déclare que le film est porté par les images de trois hommes : Stokowski, visible comme chef d'orchestre, Deems Taylor, le narrateur-présentateur, et ironiquement Walt Disney, invisible mais présent grâce à Mickey dont il est la voix et l'alter ego mais aussi sous la forme du sorcier, Yensid. Il fait aussi un parallèle avec le chef d'entreprise Walt Disney, le chef d'orchestre Stokowski, tous deux dirigeant leurs petits mondes. Selon Allan, cette dominance masculine s'exprime aussi par des nombreuses images comme celles des pics, montagnes, arbres, ou du podium tous érigés ou le chapeau phallique de Mickey. Ce qui rejoint la « baguette phallocrate de Yensid ».
Pinsky développe l'histoire de L'Apprenti Sorcier, qui contient un message clair pour les plus jeunes, dans l'univers de Disney, le fait d'usurper les pouvoirs de son maître ne provoque rien de bon, il est donc déconseillé de braver l'autorité : « Obéissez à votre supérieur, faites votre travail, et n'essayer pas de jouer avec l'univers si vous n'y êtes pas prêt ». Mais c'est la dernière séquence qui possède le caractère le plus religieux : Chernabog est un démon satanique, « représenté musclé, malin et sinistre, comme sur les représentations du Moyen Âge », il ne parvient pas à extraire l'église et se contente à la place de faire jaillir les âmes du cimetière, c'est la cloche de l'église et la lumière du ciel qui le force à fuir, du moins se rendormir. Pinsky déclare que c'est une « version conservatrice et rétrograde de la rectitude politique ».
Perucci Ferraiuolo décrit lui Fantasia comme « une glorification de la sorcellerie, du Satanisme au travers de la musique classique », il poursuit en écrivant que la « présentation de l’Ave Maria est un affront aux catholiques romains », « les chrétiens n'ont eu aucune difficulté à voir le film tel qu'il est », « certaines familles et groupes religieux se sont indignés des représentations de personnages comme le Démon sur le Mont Chauve, Mickey comme un sorcier ou la famille Pegasus qui peuvent être à l'origine de cauchemars pour les enfants ou vante la magie noire »,. Neil Sinyard note que les Silly Symphonies La Danse macabre (1929) et Les Cloches de l'Enfer (1929) prouvent que Disney pouvait être macabre, sombre et que les scènes cauchemardesques sont régulièrement présentes dans les longs métrages de Disney comme Blanche-Neige (1937), Pinocchio (1940) ou Fantasia (1940). Cette présence rend futile les critiques qualifiants d'aberration les productions plus adultes des années 1980 tel que Les Yeux de la forêt (1980) ou La Foire des ténèbres (1983), le spectateur devant y voir selon Sinyard la résurgence d'une tradition remontant à La Danse macabre.

### Accueil par les critiques
Un élément particulier de Fantasia est qu'il a été critiqué, en bien ou en mal, dans de nombreux journaux à grand tirage à la fois dans la section musique et dans la section cinéma. Sean Griffin explique que ce traitement atypique est dû au « haut niveau de culture » nécessaire pour voir le film, et explique l'abondance de critiques au sujet du film.
Leonard Maltin évoque dans son livre sur les longs métrages d'animation de Disney, les critiques qualifiant l'œuvre de sacrilège, indiquant que les moins enthousiastes sont les critiques musicaux car selon eux « presque chaque œuvre [utilisée] aurait été adaptée d'une façon ou d'une autre selon les besoins de l'animation ». Pour Maltin, la séquence de la Danse des heures est l'une des moins critiquées tandis que la plus critiquée est à son sens la Symphonie Pastorale.
John Grant déclare que selon les puristes musicologiques, dont les propos sont qualifiés ensuite de vision étriquée, Disney a commis deux absurdités : la première est que l'adaptation de Stokowski a énormément altéré les différentes œuvres musicales ; la seconde que l'animation elle-même a violé ces versions adultes. Pour Grant, Fantasia est une expérience courageuse et malgré certaines gaucheries, les qualités du film sont de loin plus importantes.

#### Critique cinématographique
L'historien Georges Sadoul se réjouit du très relatif succès financier du film en disant : « La réussite financière ne vint pas compenser ces massacres. Il est vrai que le crime ne paie pas toujours ». Dorthy Thompson a écrit dans le New York Herald Tribune : « Je suis sortie du cinéma dans une condition proche de la crise nerveuse. Je me suis sentie comme spectatrice d'un attentat ».
Grant propose une critique cinématographique plus acerbe même s'il reconnait la qualité du film, l'innovation. D'un côté « l'animation est parfois grossière mais elle offre l'effet général d'un superbe divertissement » et « qui a offert à d'indénombrables personnes la joie de la musique classique mais la plus mauvaise critique du film serait que souvent la musique porte l'animation au lieu du contraire ». Il cite toutefois Richard Schickel qui considère la séquence de la Symphonie Pastorale comme une « débauche de sexualité anale avec les fesses des chérubins toujours visibles, plusieurs arrière-trains formant même à la fin de la séquence un cœur »,,.
Pierre Lambert considère que l'adaptation de Une Nuit sur le Mont Chauve est « moins fidèle à l'esprit de Moussorgski que celle réalisée en 1933 par Alexandre Alexeïeff », Une nuit sur le Mont Chauve un film d'animation sorti en 1933.
David Koenig donne les raisons suivantes pour l'absence de succès tout en déclarant « que Fantasia est lassant » :
1. le film manque de continuité, comme toutes les compilations, il part dans tous les sens, il n'est pas possible de s'attacher à un personnage, l'histoire par sa multiplicité ne mène le spectateur nulle part.
2. le film est « trop lo-o-o-o-o-ng ». La première mouture était de 135 min, réduite à 120 puis 82 min
3. le film est scientifiquement conçu pour provoquer le bâillement. Il liste dans chaque séquence de nombreux personnages qui baillent.

Jerry Beck écrit que le film Fantasia est « une étape dans l'histoire de l'animation, une tentative ambitieuse de fusionner la musique classique, l'animation et les techniques de pointe dans ce que Walt Disney espérait représenter une nouvelle forme de loisir ».
Maltin et Grant citent plusieurs critiques enthousiastes :
- Le magazine Look qualifie le film de « chef-d'œuvre » et que « Disney révolutionne à nouveau le cinéma »[41],[128]
- Bosley Crowther dans le New York Times déclare que c'est « simplement terrible »[29],[41],[188],[128]
- le Los Angeles Times écrit c'est « un séisme dans l'histoire du cinéma »[29]
- Howard Barnes dans le New York Herald Tribune dit « c'est une production courageuse et distinguée »[41],[128]
- un auteur non identifié aussi dans le New York Herald Tribune écrit que « Comme Blanche-Neige, Fantasia marque une étape dans le développement du cinéma »[29]
- Martha WD Addams écrit que : « Pour moi, Fantasia est la plus grande contribution du cinéma faite depuis dix ans… pour de meilleurs films »[29]
- le Philadelhia Evening Bulletin : « La plus grande avancée pour l'écran depuis l'introduction du son »[29]
- l'Esquire : « Rien n'a jamais existé comme Fantasia. Le décrire est impossible. Vous devez le voir.»[29]
- Pare Lorentz dans le McCall's Magazine déconseille les critiques musicales car Fantasia est un Disney et non un concert de musique classique et quand bien même la musique est plus présente dans cette production que dans aucun autre film, cela reste de l'imagination et non une musique que l'on écoute durant un spectacle[128].

À l'opposé, Dorothy Thompson dans le New York Herald Tribune s'est senti défaillir, « au bord de la crise de nerf au point de quitter la salle, spectatrice d'un attentat, une attaque et incapable de ressentir de l'adoration pour les deux maîtres responsables d'une brutalité envers les sens dans ce remarquable cauchemar. »

#### Critique musicale
Pour John Roszenfield, « Lorsque Stokowski dirigeait la [Symphonie] Pastorale… il était si discordant que c'en est répréhensible ». Ernest Lindgren écrit que « Le traitement de la pastorale par Disney fut si destructeur pour mon sentiment de la musique que, longtemps, je craignais de ne pouvoir effacer de mon esprit les images de Disney et que la joie que j'éprouvais fut pour toujours compromise ».
Le compositeur et critique musical Virgil Thomson considère à l'époque Stokowski, « comme le seul chef d'orchestre symphonique qui s'est donné lui-même la peine de chercher quelque chose au sujet des techniques musicales de reproduction et d'adapter ces dernières aux problèmes de l'interprétation orchestrale ». Il compare le film à une « extorsion de l'interprétation musicale ». Ce qui fait écho à Pare Lorentz du magazine féminin McCall's qui déclare « Fantasia est un Disney et non une conception classique d'un concert… c'est de l'imagerie et vous ne suivrez pas la musique durant le spectacle ». Richard Capell, dans Musical Opinion considère que « Fantasia sera mort avant la mode féminine des chapeaux de cet été ».
Grant, pourtant spécialiste cinématographique, déclare que « en fait, il est difficile de se faire son propre point de vue parmi ceux des critiques. Les arrangements musicaux de Stokowski sont certainement de la boucherie des originaux, surtout la version de la Pastorale et que pour s'en rendre compte vous devez simplement penser au fait de les écouter dans une salle de concert. Mais au point de vue général de Fantasia, vous n'êtes pas dans une salle de concert ».
Barrier, à l'instar de Grant, écrit que Walt Disney a « réorganisé les œuvres musicales, comme le Sacre du Printemps, pour qu'elles s'adaptent à la trame narrative qu'il avait à l'esprit ».
Après la sortie de Fantasia, Stravinsky n'a officiellement fait de commentaires sur le film que dans l'un de ses entretiens avec Robert Craft, publié en 1962 dans Expositions and Developments ; il y déclare que la séquence du Sacre du Printemps est « exécrable! » (en français dans le texte) et déclare ensuite que cela « a généré un dangereux malentendu ». Plusieurs auteurs font de cette déclaration une critique des modifications apportées à l'orchestration, qu'il déclare comme prises sans son accord,. Il aurait été « très énervé par l'altération du morceau Le Sacre du Printemps », mais le studio Disney rapporte qu'il aurait déclaré lors de son passage durant la production : « Ah oui, je suppose que c'est ce à quoi je pensais »,. Stravinsky ayant été plus critique envers les arrangements de Stokowski, que l'animation de Disney, selon Ralph Stephenson: « la séquence fut favorablement reçue par le compositeur comme une interprétation légitime de sa musique.»,.

#### Critique théâtrale
Concernant l'hommage au ballet, les propos de Pare Lorentz sont ambigus : « Soit Disney est tombé sur une sélection vieillissante de l'opéra, d'où ce qu'il a fait dans la Danse des Heures, soit il est tombé dedans avec une représentation si austère. Quelle que soit la raison, [la séquence] la Danse des Heures n'est pas si campagnarde et violente que certaines auraient pu l'être à sa place dans le concert ».
Le critique chorégraphe Walter Terry écrit : « Dans Fantasia, Walt Disney a rassemblé les plus riches qualités de sa chorégraphie : les humains, les animaux et les fleurs dansent dans des ballets qui donnent plaisir à danser et dans des ballets qui les exaltent […] Les amoureux de la danse trouveront que pour beaucoup de choses Fantasia leur rend hommage par sa portée chorégraphique, stimulant dans son utilisation brillante d'un grand art […], apportant la grande danse et la danse simple à chacun. »

## Adaptations et réutilisations
En 1956, Roy O. Disney autorise le label Disneyland Records à éditer un album de trois disques avec un livret reprenant la musique du film, sortie conjointe d'une ressortie du film.
En 1980, la direction de Disney décide de ressortir le film Fantasia avec une nouvelle bande sonore en retirant les apparitions de Leopold Stokowski et les commentaires de Deems Taylor. Cette proposition est alors vivement critiquée.
Le 17 avril 2018, en prévision des 90 ans de Mickey Mouse, Disney UK annonce une exposition-spectacle interactive nommée Sounds and Sorcery et basée sur Fantasia au The Vaults Theatre situé sous la gare de Waterloo su 3 juillet au 30 septembre 2018.

### Cinéma et télévision
Le film Fantasia 2000 (1999) reprend la séquence L'Apprenti sorcier.
Parmi les clins d'œil au film, on dénombre :
- l'apparition de Hyacinth Hippo dans Qui veut la peau de Roger Rabbit[66] ainsi que Mlle Upanova (l'Autruche) et les balais de l'Apprenti sorcier lorsque Eddy Valiant se rend dans les studios de Marroon Cartoon ;
- un épisode de la série animée Timon et Pumbaa (1995-98), avec les séquences musicales Bumble In The Jungle et Beethoven's Whiff ;
- Itchy et Scratchy Land, un épisode des Simpson (saison 6). Dans un film nommé Scratchtasia, le chat Scratchy prend la place de Mickey Mouse dans L'Apprenti sorcier ;
- Boulettes de Chef au chocolat salé, un épisode de South Park (saison 2). La scène de destruction finale de M. Hankey (le « petit caca Noël ») évoque la fin des balais dans L'Apprenti sorcier.
- la scène des balais enchantés de L'Apprenti sorcier de Jon Turteltaub (2010) est une reprise directe de la scène originale de Fantasia.

### Parcs d'attractions
Le film de Fantasia n'est utilisé qu'au travers de ses séquences. La première idée d'utiliser Fantasia pour une attraction unique remonte aux années 1960 lorsqu'un projet prévoyait de rethématiser l'attraction Fantasyland Motor Boat Cruise avec la séquence de la Symphonie Pastorale et des sculptures d'eau mais le bruit des voitures d'Autopia aurait couvert la musique, et le projet fut donc abandonné.
Les dinosaures du Sacre du Printemps ont été utilisés pour illustrer la formation des énergies fossiles dans l'attraction Universe of Energy, ouverte à Epcot en 1982.
Dans les années 1980, Fantasia est devenu un projet de jardin, le Fantasia Gardens, comprenant des topiaires, des fleurs, des fontaines et des statues ; projet qui a évolué en un parcours scénique en barques installé au Magic Kingdom, les Swan Boats, des barques en forme de cygnes traversant six scènes différentes tirées chacune d'une séquence du film, attraction depuis fermée. Le projet a donné le jour au parterre à l'entrée du parc Parc Disneyland, ouvert en 1992.
En 1989, le feu d'artifice Sorcery in the Sky du Disney-MGM Studios utilise la séquence du rêve de puissance de Mickey Mouse dans L'Apprenti sorcier. Ce rêve est aussi un élément clé du spectacle hydro-pyrotechnique Fantasmic! débuté en 1992.
À la fin des années 1990, une attraction sur les animaux de la mythologie grecque, basée partiellement sur la Symphonie Pastorale, devait ouvrir dans la section Beastlie Kingdom du Disney's Animal Kingdom (ouvert en 1998), projet de section non réalisé pour raison budgétaire. Le concept a été transformé en un parcours de mini-golf, ouvert en 1996.
La scène de la Nuit sur le Mont Chauve sera utilisée dans la version Française du Pays des Contes de fée, lors de la construction, en 1994, de cette attraction à Paris dans le land de Fantasyland.
Les attractions actuelles sont :
Extraits cinématographiques
- The Great Movie Ride, aux Disney's Hollywood Studios, plusieurs extraits sont disséminés dans l'attraction.
- Universe of Energy, à Epcot

Reproductions tridimensionnelles
- Storybook Land Canal au Parc Disneyland :
  - village de la séquence Une Nuit sur le Mont Chauve
  - temple de la séquence Le Sacre du printemps
- le mini golf Fantasia Gardens, utilisant les personnages comme éléments du parcours
- Pays des Contes de fée (Disneyland Paris et Disneyland), Scène de la nuit sur le Mont Chauve

Évocation
- Sorcery in the Sky
- Fantasmic!
- SpectroMagic
- les espaces paysagers des Fantasia Gardens

### Jeux vidéo
- Sorcerer's Apprentice, sorti en 1983 sur Atari 2600
- Fantasia, sorti en 1991 sur Mega Drive
- Epic Mickey, sorti en 2010 sur Wii
- Kingdom Hearts : Le magicien qui apparaît dans l'Apprenti Sorcier est un personnage récurrent de la saga Kingdom Hearts, issue des Studios Disney et Square Enix. Baptisé Yen Sid, c'est le professeur de magie du Roi Mickey. Au début de Kingdom Hearts 2, c'est lui qui explique à Sora, Donald et Dingo la nature de leurs nouveaux ennemis, les Simili. Yen Sid apparaît dans Kingdom Hearts 2, Kingdom Hearts: Birth by Sleep et Kingdom Hearts: Coded. Les balais enchantés sont les domestiques qui font le ménage dans le Château Disney et Chernobog, le démon qui surgit d'un volcan dans la "Nuit sur le Mont Chauve" est un des derniers boss de Kingdom Hearts. Un monde consacré à Fantasia apparaît également dans Kingdom Hearts 3D: Dream Drop Distance.
- Fantasia : Le Pouvoir du son : Le 4 juin 2013, Harmonix et Disney Interactive annonce pour 2014 Fantasia: Music Evolved, un Guitar Hero/Rock Band inspiré par Fantasia (1940)[232]. Le 15 avril 2014, Disney et Harmonix dévoilent de nouvelles chansons en plus des 30 connues[233].